# 清朝大学士列表

清朝国旗，1889年到1912年使用

清朝大学士是指中国清朝自崇德元年（1636年）至宣统三年（1911年）历任大学士。清代大学士品级为正一品，雅称为“中堂”，是清朝政府文臣中最高常设职位，相当于皇帝的高级“秘书官”。
清军入关后，沿袭明朝内阁制度和票拟制度。但内阁受制于议政王大臣会议，只是转达表章的机构，大学士并不入阁办事。顺治帝亲政后，每日前往票本房，大学士掌管票拟，深受信任。顺治十年（1653年），设置内三院汉大学士，各二人。顺治十五年（1658年），内三院更名为内阁。顺治十八年（1661年），恢复三院旧制。康熙九年（1670年），仍改三院为内阁。自康熙帝设立南书房后，内阁的权力愈来愈低。特别是雍正年间设立军机处以后，内阁变成办理例行事务的机构，一切机密大政均归于军机处办理。大学士必须充当军机大臣后，才可以参与处理国家政务。宣统三年（1911年），清政府仿照西方建立责任内阁，军机处和旧内阁被撤销，大学士另外在翰林院排列次序。
清代，大学士设置为中極殿大學士、建极殿大学士、文华殿大学士、武英殿大学士、文渊阁大学士、东阁大学士。乾隆年间撤销中極殿大學士，增设体仁阁大学士，成为“三殿三阁”。此后，大学士员限为满汉各二。大学士的迁转也大多按从体仁阁至文华殿这样的顺序迁转。有清一代，正式诏书等均以内阁名义拟出，臣下正式奏章也递交内阁，所以内阁仍是清代名义上正式的最高行政机构。

## 崇德年间
天聰二年（1628年），皇太極設立文馆，命令儒臣入值。崇德元年（1636年），改设內國史院、內弘文院及內秘書院，統稱內三院，各置大學士一人。內國史院掌記注詔會、編纂史書、撰擬表章。內秘書院掌撰外國往來文書及中央詔會、祭文。內弘文院掌歷代善惡記注，侍讀皇子、教導諸親王。是清代內閣之始。
| 年代                    | 内国史院大学士 | 内秘书院大学士 | 内弘文院大学士 |
| ----------------------- | -------------- | -------------- | -------------- |
| 崇德元年丙子 （1636年） | 剛林           | 范文程 鲍承先  | 希福           |
| 崇德二年丁丑 （1637年） | 剛林           | 范文程 鲍承先  | 希福           |
| 崇德三年戊寅 （1638年） | 剛林           | 范文程 鲍承先  | 希福           |
| 崇德四年己卯 （1639年） | 剛林           | 范文程         | 希福           |
| 崇德五年庚辰 （1640年） | 剛林           | 范文程         | 希福           |
| 崇德六年辛巳 （1641年） | 剛林           | 范文程         | 希福           |
| 崇德七年壬午 （1642年） | 剛林           | 范文程         | 希福           |
| 崇德八年癸未 （1643年） | 剛林           | 范文程         | 希福           |

## 顺治年间

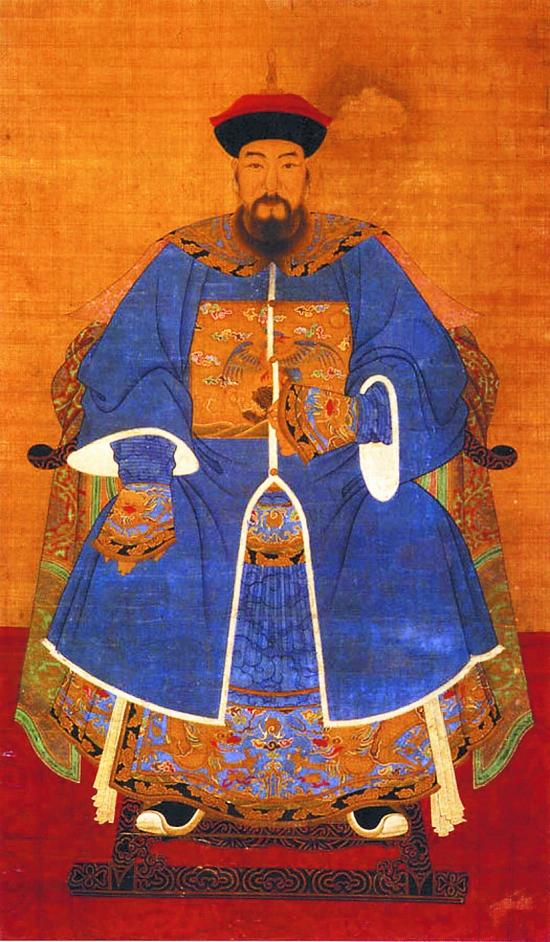
洪承畴

顺治元年（1644年），仍用关外制度，设置内三院：内国史院、内秘书院、内弘文院。大学士无定员，兼各部尚书衔。次年（1645年）裁撤翰林院，并入内三院，改称内翰林国史院、内翰林秘书院、内翰林弘文院。十五年九月初七（1658年10月3日）改设殿阁大学士，以中和殿、保和殿、文华殿、武英殿、文渊阁、东阁系衔。十八年七月初二（1661年7月27日），复改为内三院。
| 年代                      | 内国史院大学士                            | 内秘书院大学士                     | 内弘文院大学士                             | 建极殿大学士 |
| ------------------------- | ----------------------------------------- | ---------------------------------- | ------------------------------------------ | ------------ |
| 顺治元年甲申 （1644年）   | 剛林                                      | 范文程 洪承疇                      | 希福 馮銓                                  | 謝陞         |
| 顺治二年乙酉 （1645年）   | 剛林                                      | 范文程 洪承疇                      | 馮銓 寧完我 祁充格 李建泰                  | 謝陞         |
| 顺治三年丙戌 （1646年）   | 剛林 宋權                                 | 范文程 洪承疇                      | 馮銓 寧完我 祁充格                         |              |
| 顺治四年丁亥 （1647年）   | 剛林 宋權                                 | 范文程 洪承疇                      | 馮銓 寧完我 祁充格                         |              |
| 顺治五年戊子 （1648年）   | 剛林 宋權                                 | 范文程 洪承疇                      | 馮銓 寧完我 祁充格                         |              |
| 顺治六年己丑 （1649年）   | 剛林 宋權                                 | 范文程 洪承疇                      | 馮銓 寧完我 祁充格                         |              |
| 顺治七年庚寅 （1650年）   | 剛林 宋權                                 | 范文程 洪承疇                      | 馮銓 寧完我 祁充格                         |              |
| 顺治八年辛卯 （1651年）   | 剛林 宋權 寧完我 陳泰 雅泰 額色黑         | 范文程 洪承疇                      | 馮銓 寧完我 祁充格 希福 陳名夏 李率泰      |              |
| 順治九年壬辰 （1652年）   | 寧完我 額色黑                             | 范文程 洪承疇                      | 希福 陳名夏 陳之遴                         |              |
| 順治十年癸巳 （1653年）   | 寧完我 張端 額色黑                        | 范文程 洪承疇 陳名夏 成克鞏        | 陳之遴 洪承疇 馮銓 高爾儼 劉正宗 圖海 呂宮 |              |
| 順治十一年甲午 （1654年） | 寧完我 張端 額色黑 金之俊 蔣赫德 黨崇雅   | 范文程 陳名夏 成克鞏 王永吉 傅以漸 | 洪承疇 馮銓 圖海 劉正宗 呂宮               |              |
| 順治十二年乙未 （1655年） | 寧完我 額色黑 金之俊 蔣赫德 黨崇雅 王永吉 | 成克鞏 傅以漸 車克                 | 洪承疇 劉正宗 馮銓 陳之遴 圖海 呂宮 巴哈納 |              |
| 順治十三年丙申 （1656年） | 寧完我 額色黑 金之俊 蔣赫德 王永吉        | 車克 成克鞏 傅以漸                 | 洪承疇 劉正宗 馮銓 陳之遴 圖海 巴哈納      |              |
| 順治十四年丁酉 （1657年） | 寧完我 額色黑 金之俊 蔣赫德 王永吉        | 車克 成克鞏 傅以漸                 | 洪承疇 圖海 劉正宗 巴哈納                  |              |
| 順治十五年戊戌 （1658年） | 寧完我 王永吉 額色黑 金之俊 蔣赫德        | 胡世安 車克 成克鞏 傅以漸          | 洪承疇 圖海 劉正宗 巴哈納 衛周祚 李霨      |              |

| 年代                      | 中和殿大学士           | 保和殿大学士  | 文华殿大学士  | 武英殿大学士         | 文渊阁大学士 | 东阁大学士 | 无名号    |
| ------------------------- | ---------------------- | ------------- | ------------- | -------------------- | ------------ | ---------- | --------- |
| 順治十五年戊戌 （1658年） | 巴哈納 金之俊          | 額色黑 成克鞏 | 蔣赫德 劉正宗 | 洪承疇 傅以漸 胡世安 | 衛周祚       | 李霨       | 車克 圖海 |
| 順治十六年己亥 （1659年） | 巴哈納 金之俊 （馮銓） | 額色黑 成克鞏 | 蔣赫德 劉正宗 | 洪承疇 傅以漸 胡世安 | 衛周祚       | 李霨       | 車克 圖海 |
| 順治十七年庚子 （1660年） | 巴哈納 金之俊 （馮銓） | 額色黑 成克鞏 | 蔣赫德 劉正宗 | 洪承疇 傅以漸 胡世安 | 衛周祚       | 李霨       | 車克      |
| 順治十八年辛丑 （1661年） | 巴哈納 金之俊 （馮銓） | 額色黑 成克鞏 | 蔣赫德        | 洪承疇 傅以漸 胡世安 | 衛周祚       | 李霨       | 車克      |

| 年代                      | 内秘书院大学士            | 内国史院大学士              | 内弘文院大学士       |
| ------------------------- | ------------------------- | --------------------------- | -------------------- |
| 順治十八年辛丑 （1661年） | 巴哈納 金之俊 胡世安 車克 | 額色黑 成克鞏 衛周祚 蘇納海 | 蔣赫德 李霨 覺羅伊圖 |

## 康熙年間
康熙九年八月十一（1670年9月24日）仍改内三院设殿阁大学士。中和殿系衔，自康熙二十年图海死后，即未再授。康熙十六年（1677年），设立南书房，将内阁的某些职能移归内廷，实施高度集权。
| 年代                    | 内秘书院大学士              | 内国史院大学士              | 内弘文院大学士        |
| ----------------------- | --------------------------- | --------------------------- | --------------------- |
| 康熙元年壬寅 （1662年） | 巴哈納 金之俊 車克 成克鞏   | 成克鞏 衛周祚 蘇納海        | 伊圖 蔣赫德 李霨      |
| 康熙二年癸卯 （1663年） | 巴哈納 成克鞏 車克 孫廷銓   | 蘇納海 衛周祚 蔣赫德        | 伊圖 蔣赫德 李霨      |
| 康熙三年甲辰 （1664年） | 巴哈納 車克 孫廷銓 魏裔介   | 蘇納海 衛周祚 蔣赫德 巴泰   | 伊圖 蔣赫德 李霨      |
| 康熙四年乙巳 （1665年） | 巴哈納 車克 魏裔介          | 蘇納海 衛周祚 巴泰          | 伊圖 蔣赫德 李霨      |
| 康熙五年丙午 （1666年） | 巴哈納 車克 魏裔介          | 蘇納海 衛周祚 巴泰          | 伊圖 蔣赫德 李霨      |
| 康熙六年丁未 （1667年） | 巴哈納 班布爾善 車克 魏裔介 | 衛周祚 巴泰                 | 伊圖 圖海 蔣赫德 李霨 |
| 康熙七年戊申 （1668年） | 班布爾善 魏裔介             | 對喀納 衛周祚 巴泰          | 圖海 蔣赫德 李霨      |
| 康熙八年己酉 （1669年） | 班布爾善 巴泰 魏裔介        | 對喀納 索額圖 衛周祚 杜立德 | 圖海 蔣赫德 李霨      |
| 康熙九年庚戌 （1670年） | 巴泰 魏裔介                 | 對喀納 索額圖 杜立德        | 圖海 蔣赫德 李霨      |

| 年代                        | 中和殿大学士 | 保和殿大学士              | 文华殿大学士         | 武英殿大学士              | 文渊阁大学士         | 东阁大学士 |
| --------------------------- | ------------ | ------------------------- | -------------------- | ------------------------- | -------------------- | ---------- |
| 康熙九年庚戌 （1670年）     | 圖海 巴泰    | 索額圖 李霨 魏裔介 杜立德 | 對喀納               |                           |                      | 黃錫袞     |
| 康熙十年辛亥 （1671年）     | 圖海 巴泰    | 索額圖 李霨 魏裔介 杜立德 | 對喀納 馮溥          |                           |                      |            |
| 康熙十一年壬子 （1672年）   | 圖海 巴泰    | 索額圖 李霨 衛周祚 杜立德 | 對喀納 馮溥          |                           |                      |            |
| 康熙十二年癸丑 （1673年）   | 圖海 巴泰    | 索額圖 李霨 杜立德        | 對喀納 馮溥          |                           |                      |            |
| 康熙十三年甲寅 （1674年）   | 圖海         | 索額圖 李霨 杜立德        | 對喀納 馮溥          | 莫洛                      |                      |            |
| 康熙十四年乙卯 （1675年）   | 圖海 巴泰    | 索額圖 李霨 杜立德        | 對喀納 馮溥          | 熊賜履                    |                      |            |
| 康熙十五年丙辰 （1676年）   | 圖海 巴泰    | 索額圖 李霨 杜立德        | 馮溥                 | 熊賜履                    |                      |            |
| 康熙十六年丁巳 （1677年）   | 圖海 巴泰    | 索額圖 李霨 杜立德        | 馮溥                 | 明珠 勒德洪               |                      |            |
| 康熙十七年戊午 （1678年）   | 圖海         | 索額圖 李霨 杜立德        | 馮溥                 | 明珠 勒德洪               |                      |            |
| 康熙十八年己未 （1679年）   | 圖海         | 索額圖 李霨 杜立德        | 馮溥                 | 明珠 勒德洪               |                      |            |
| 康熙十九年庚申 （1680年）   | 圖海         | 索額圖 李霨 杜立德        | 馮溥                 | 明珠 勒德洪               |                      |            |
| 康熙二十年辛酉 （1681年）   | 圖海         | 李霨 杜立德               | 馮溥                 | 明珠 勒德洪               |                      |            |
| 康熙二十一年壬戌 （1682年） |              | 李霨 杜立德 王熙          | 馮溥 黃機            | 明珠 勒德洪 吳正治        |                      |            |
| 康熙二十二年癸亥 （1683年） |              | 李霨 王熙                 | 黃機                 | 明珠 勒德洪 吳正治        |                      |            |
| 康熙二十三年甲子 （1684年） |              | 李霨 王熙                 | 黃機 宋德宜          | 明珠 勒德洪 吳正治        |                      |            |
| 康熙二十四年乙丑 （1685年） |              | 王熙                      | 宋德宜               | 明珠 勒德洪 吳正治        |                      |            |
| 康熙二十五年丙寅 （1686年） |              | 王熙                      | 宋德宜               | 明珠 勒德洪 吳正治        |                      |            |
| 康熙二十六年丁卯 （1687年） |              | 王熙                      | 宋德宜 李之芳        | 明珠 勒德洪 吳正治 余國柱 |                      |            |
| 康熙二十七年戊辰 （1688年） |              | 王熙 梁清標               | 李之芳 伊桑阿        | 明珠 勒德洪 余國柱        |                      |            |
| 康熙二十八年己巳 （1689年） |              | 王熙 梁清標               | 伊桑阿 徐元文        | 阿蘭泰                    |                      |            |
| 康熙二十九年庚午 （1690年） |              | 王熙 梁清標               | 伊桑阿 徐元文 張玉書 | 阿蘭泰                    |                      |            |
| 康熙三十年辛未 （1691年）   |              | 王熙 梁清標               | 伊桑阿 張玉書        | 阿蘭泰                    |                      |            |
| 康熙三十一年壬申 （1692年） |              | 王熙                      | 伊桑阿 張玉書        | 阿蘭泰 李天馥             |                      |            |
| 康熙三十二年癸酉 （1693年） |              | 王熙                      | 伊桑阿 張玉書        | 阿蘭泰 李天馥             |                      |            |
| 康熙三十三年甲戌 （1694年） |              | 王熙                      | 伊桑阿 張玉書        | 阿蘭泰                    |                      |            |
| 康熙三十四年乙亥 （1695年） |              | 王熙                      | 伊桑阿 張玉書        | 阿蘭泰 李天馥             |                      |            |
| 康熙三十五年丙子 （1696年） |              | 王熙                      | 伊桑阿 張玉書        | 阿蘭泰 李天馥             |                      |            |
| 康熙三十六年丁丑 （1697年） |              | 王熙                      | 伊桑阿 張玉書        | 阿蘭泰 李天馥             |                      |            |
| 康熙三十七年戊寅 （1698年） |              | 王熙 吳琠                 | 伊桑阿 張玉書        | 阿蘭泰 李天馥             |                      |            |
| 康熙三十八年己卯 （1699年） |              | 王熙 吳琠                 | 伊桑阿 張英          | 阿蘭泰 李天馥 馬齊        | 佛倫                 | 熊賜履     |
| 康熙三十九年庚辰 （1700年） |              | 王熙 吳琠                 | 伊桑阿 張英          | 馬齊                      | 佛倫                 | 熊賜履     |
| 康熙四十年辛巳 （1701年）   |              | 王熙 吳琠                 | 伊桑阿 張英 張玉書   | 馬齊                      |                      | 熊賜履     |
| 康熙四十一年壬午 （1702年） |              | 吳琠                      | 伊桑阿 張玉書        | 馬齊                      | 席哈納               | 熊賜履     |
| 康熙四十二年癸未 （1703年） |              | 吳琠                      | 張玉書               | 馬齊                      | 席哈納 陳廷敬        | 熊賜履     |
| 康熙四十三年甲申 （1704年） |              | 吳琠                      | 張玉書               | 馬齊                      | 席哈納 陳廷敬        |            |
| 康熙四十四年乙酉 （1705年） |              | 吳琠                      | 張玉書               | 馬齊                      | 席哈納 陳廷敬 李光地 |            |
| 康熙四十五年丙戌 （1706年） |              |                           | 張玉書               | 馬齊                      | 席哈納 陳廷敬 李光地 |            |
| 康熙四十六年丁亥 （1707年） |              |                           | 溫達 張玉書          | 馬齊                      | 席哈納 陳廷敬 李光地 |            |
| 康熙四十七年戊子 （1708年） |              |                           | 溫達 張玉書          | 馬齊                      | 席哈納 陳廷敬 李光地 |            |
| 康熙四十八年己丑 （1709年） |              |                           | 溫達 張玉書          | 馬齊                      | 陳廷敬 李光地        |            |
| 康熙四十九年庚寅 （1710年） |              |                           | 溫達 張玉書 蕭永藻   |                           | 陳廷敬 李光地        |            |
| 康熙五十年辛卯 （1711年）   |              |                           | 溫達 張玉書 蕭永藻   |                           | 李光地               |            |
| 康熙五十一年壬辰 （1712年） |              |                           | 溫達 嵩祝 蕭永藻     |                           | 李光地 王掞          |            |
| 康熙五十二年癸巳 （1713年） |              |                           | 溫達 嵩祝 蕭永藻     |                           | 李光地 王掞          |            |
| 康熙五十三年甲午 （1714年） |              |                           | 溫達 嵩祝 蕭永藻     |                           | 李光地 王掞          |            |
| 康熙五十四年乙未 （1715年） |              |                           | 溫達 嵩祝 蕭永藻     |                           | 李光地 王掞          |            |
| 康熙五十五年丙申 （1716年） |              |                           | 嵩祝 蕭永藻          | 馬齊                      | 李光地 王掞          |            |
| 康熙五十六年丁酉 （1717年） |              |                           | 嵩祝 蕭永藻          | 馬齊                      | 李光地 王掞          |            |
| 康熙五十七年戊戌 （1718年） |              |                           | 嵩祝 蕭永藻          | 馬齊 王頊齡               | 李光地 王掞          |            |
| 康熙五十八年己亥 （1719年） |              |                           | 嵩祝 蕭永藻          | 馬齊 王頊齡               | 王掞                 |            |
| 康熙五十九年庚子 （1720年） |              |                           | 嵩祝 蕭永藻          | 馬齊 王頊齡               | 王掞                 |            |
| 康熙六十年辛丑 （1721年）   |              |                           | 嵩祝 蕭永藻          | 馬齊 王頊齡               | 王掞                 |            |
| 康熙六十一年壬寅 （1722年） |              |                           | 嵩祝 蕭永藻 白潢     | 馬齊 王頊齡 富甯安        | 王掞                 |            |

## 雍正年间
雍正七年（1729年），清軍大舉征伐西北兩路，六月初十（7月5日）正式設立軍需房於隆宗門內北侧，选内阁中谨慎縝密者入值，以处理紧急军务。旋即改稱“辦理軍需處”或“軍需處”，再改稱“辦理軍務處”、“軍機房”。雍正八年（1730年），始稱“軍機處”，以張廷玉、蔣廷錫、馬爾賽入值辦理一切事務，成為定制。雍正十年（1732年）三月，正式定名“辦理軍機處”，简称“軍機處”。并规定诸大臣陈奏，平常事务使用奏疏，经由通政司递上，交给内阁拟旨处理；重要事情使用奏折，经由奏事处递上，交给军机处拟旨，皇帝亲自阅览，朱笔批示处理。从此以后，内阁权力向军机处转移，变成办理例行事务的机构，一切机密大政均归于军机处办理。大学士必须充当军机大臣后，才可以参与处理国家政务。
| 年代                      | 中和殿大学士 | 保和殿大学士       | 文华殿大学士                        | 武英殿大学士       | 文渊阁大学士       | 东阁大学士 | 协办大学士           |
| ------------------------- | ------------ | ------------------ | ----------------------------------- | ------------------ | ------------------ | ---------- | -------------------- |
| 雍正元年癸卯 （1723年）   |              | 馬齊               | 嵩祝 蕭永藻 白潢 張鵬翮             | 馬齊 王頊齡 富甯安 | 王掞               |            | 徐元夢               |
| 雍正二年甲辰 （1724年）   |              | 馬齊               | 嵩祝 蕭永藻 白潢 張鵬翮             | 王頊齡 富甯安      |                    |            | 徐元夢 田從典        |
| 雍正三年乙巳 （1725年）   |              | 馬齊               | 嵩祝 蕭永藻 白潢 張鵬翮 田從典 朱軾 | 王頊齡 富甯安      | 高其位             |            | 徐元夢 田從典 張廷玉 |
| 雍正四年丙午 （1726年）   |              | 馬齊               | 嵩祝 蕭永藻 田從典 朱軾             | 富甯安             | 高其位 張廷玉      |            | 徐元夢 張廷玉        |
| 雍正五年丁未 （1727年）   |              | 馬齊               | 嵩祝 張廷玉 蕭永藻 田從典 朱軾      | 富甯安             | 張廷玉 遜柱        |            | 遜柱                 |
| 雍正六年戊申 （1728年）   |              | 馬齊 張廷玉        | 張廷玉 田從典 朱軾                  | 富甯安 馬爾賽      | 遜柱 蔣廷錫        |            | 尹泰 陳元龍          |
| 雍正七年己酉 （1729年）   |              | 馬齊 張廷玉        | 朱軾                                | 馬爾賽             | 遜柱 蔣廷錫 陳元龍 | 尹泰       |                      |
| 雍正八年庚戌 （1730年）   |              | 馬齊 張廷玉        | 朱軾                                | 馬爾賽             | 遜柱 蔣廷錫 陳元龍 | 尹泰       |                      |
| 雍正九年辛亥 （1731年）   |              | 馬齊 張廷玉        | 朱軾                                | 馬爾賽             | 遜柱 蔣廷錫 陳元龍 | 尹泰       |                      |
| 雍正十年壬子 （1732年）   |              | 馬齊 張廷玉 鄂爾泰 | 朱軾                                | 馬爾賽             | 遜柱 蔣廷錫 陳元龍 | 尹泰       | 福敏                 |
| 雍正十一年 （1733年）     |              | 馬齊 張廷玉 鄂爾泰 | 朱軾 嵇曾筠                         |                    | 遜柱 陳元龍        | 尹泰       | 福敏 彭維新          |
| 雍正十二年甲寅 （1734年） |              | 馬齊 張廷玉 鄂爾泰 | 朱軾 嵇曾筠                         |                    |                    | 尹泰       | 福敏 三泰 徐本       |
| 雍正十三年乙卯 （1735年） |              | 馬齊 張廷玉 鄂爾泰 | 朱軾 嵇曾筠 查郎阿                  | 邁柱               |                    | 尹泰       | 福敏 巴泰 三泰 徐本  |

## 乾隆年间
乾隆帝即位后，以“宽猛相济”理念施政，先后平定新疆、蒙古，并大兴文字狱、编写《四库全书》。还使四川、贵州等地继续改土归流，人口不断增加，在乾隆末年时突破了三亿大关，约占当时世界人口的三分之一，统治期间与康熙、雍正三朝合称“康雍乾盛世”。乾隆在位后期，宠信和珅等奸臣，贪污腐败之风盛行。清朝统治出现危机，各地发生民变。乾隆六十年（1795年），乾隆帝禅位于子颙琰，为太上皇，但依然“训政”，在宫内仍然沿用乾隆年号，为实际上的最高统治者，直至嘉庆四年（1799年）驾崩。
乾隆十三年十二月初四（1749年1月22日），定内阁大学士以三殿三阁（保和殿、文华殿、武英殿、文渊阁、东阁、体仁阁）系衔，共四员，满汉各二员。保和殿系衔，自乾隆三十五年傅恒死后，即未再授。五十八年（1793年），罢大学士兼各部尚书虚衔。
| 年代                        | 中和殿大学士 | 保和殿大学士       | 文华殿大学士       | 武英殿大学士       | 文渊阁大学士       | 东阁大学士           | 体仁阁大学士 | 协办大学士                       |
| --------------------------- | ------------ | ------------------ | ------------------ | ------------------ | ------------------ | -------------------- | ------------ | -------------------------------- |
| 乾隆元年丙辰 （1736年）     |              | 鄂爾泰 張廷玉      | 查郎阿 朱軾 嵇曾筠 | 邁柱               |                    | 尹泰 徐本            | 未设         | 福敏 三泰 徐本                   |
| 乾隆二年丁巳 （1737年）     |              | 鄂爾泰 張廷玉      | 查郎阿 嵇曾筠      | 邁柱               |                    | 尹泰 徐本            | 未设         | 福敏 三泰                        |
| 乾隆三年戊午 （1738年）     |              | 鄂爾泰 張廷玉      | 查郎阿 嵇曾筠      | 福敏               |                    | 尹泰 徐本            | 未设         | 福敏 三泰                        |
| 乾隆四年己未 （1739年）     |              | 鄂爾泰 張廷玉      | 查郎阿             | 福敏               | 趙國麟             | 徐本                 | 未设         | 訥親 三泰                        |
| 乾隆五年庚申 （1740年）     |              | 鄂爾泰 張廷玉      | 查郎阿             | 福敏               | 趙國麟             | 徐本                 | 未设         | 訥親 三泰                        |
| 乾隆六年辛酉 （1741年）     |              | 鄂爾泰 張廷玉      | 查郎阿             | 福敏               | 趙國麟 陳世倌      | 徐本                 | 未设         | 訥親 三泰                        |
| 乾隆七年壬戌 （1742年）     |              | 鄂爾泰 張廷玉      | 查郎阿             | 福敏               | 陳世倌             | 徐本                 | 未设         | 訥親 三泰                        |
| 乾隆八年癸亥 （1743年）     |              | 鄂爾泰 張廷玉      | 查郎阿             | 福敏               | 陳世倌             | 徐本                 | 未设         | 訥親 三泰 史貽直                 |
| 乾隆九年甲子 （1744年）     |              | 鄂爾泰 張廷玉      | 查郎阿             | 福敏               | 陳世倌 史貽直      | 徐本                 | 未设         | 訥親 三泰 史貽直 劉於義          |
| 乾隆十年乙丑 （1745年）     |              | 鄂爾泰 張廷玉 訥親 | 查郎阿 慶復        | 福敏               | 陳世倌 史貽直      |                      | 未设         | 訥親 三泰 劉於義 高斌            |
| 乾隆十一年丙寅 （1746年）   |              | 訥親 張廷玉        | 查郎阿 慶復        |                    | 陳世倌 史貽直      |                      | 未设         | 高斌 劉於義                      |
| 乾隆十二年丁卯 （1747年）   |              | 訥親 張廷玉        | 查郎阿 慶復        | （來保）           | 陳世倌 史貽直 高斌 |                      | 未设         | 高斌 劉於義 來保                 |
| 乾隆十三年戊辰 （1748年）   | 十二月裁撤   | 訥親 張廷玉 傅恒   |                    | 來保               | 陳世倌 史貽直 高斌 |                      | 十二月设     | 阿克敦 傅恒 劉於義 陳大受 尹繼善 |
| 乾隆十四年己巳 （1749年）   | 裁撤         | 傅恒 張廷玉        | 來保               | 來保               | 史貽直             |                      |              | 阿克敦 陳大受 汪由敦 梁詩正      |
| 乾隆十五年庚午 （1750年）   | 裁撤         | 傅恒               | 來保               |                    | 史貽直             | 張允隨               |              | 阿克敦 陳大受 梁詩正             |
| 乾隆十六年辛未 （1751年）   | 裁撤         | 傅恒               | 來保               |                    | 史貽直 陳世倌      | 張允隨               |              | 阿克敦 梁詩正                    |
| 乾隆十七年壬申 （1752年）   | 裁撤         | 傅恒               | 來保               |                    | 史貽直 陳世倌      |                      |              | 阿克敦 梁詩正 孫嘉淦             |
| 乾隆十八年癸酉 （1753年）   | 裁撤         | 傅恒               | 來保               |                    | 史貽直 陳世倌      |                      |              | 阿克敦 孫嘉淦 蔣溥               |
| 乾隆十九年甲戌 （1754年）   | 裁撤         | 傅恒               | 來保               |                    | 史貽直 陳世倌      |                      |              | 阿克敦 蔣溥                      |
| 乾隆二十年乙亥 （1755年）   | 裁撤         | 傅恒               | 來保               | 黃廷桂             | 史貽直 陳世倌      |                      |              | 阿克敦 蔣溥 達勒當阿             |
| 乾隆二十一年丙子 （1756年） | 裁撤         | 傅恒               | 來保               | 黃廷桂             | 陳世倌             |                      |              | 達勒當阿 鄂彌達 蔣溥             |
| 乾隆二十二年丁丑 （1757年） | 裁撤         | 傅恒               | 來保               | 黃廷桂             | 陳世倌 史貽直      |                      |              | 鄂彌達 蔣溥                      |
| 乾隆二十三年戊寅 （1758年） | 裁撤         | 傅恒               | 來保               | 黃廷桂             | 史貽直 陳世倌      |                      |              | 鄂彌達 蔣溥                      |
| 乾隆二十四年己卯 （1759年） | 裁撤         | 傅恒               | 來保               | 黃廷桂 蔣溥        | 史貽直             |                      |              | 鄂彌達 蔣溥 劉統勳               |
| 乾隆二十五年庚辰 （1760年） | 裁撤         | 傅恒               | 來保               | 蔣溥               | 史貽直             |                      |              | 鄂彌達 劉統勳                    |
| 乾隆二十六年辛巳 （1761年） | 裁撤         | 傅恒               | 來保               | 蔣溥               | 史貽直             | 劉統勳               |              | 鄂彌達 劉統勳 兆惠 梁詩正        |
| 乾隆二十七年壬午 （1762年） | 裁撤         | 傅恒               | 來保               |                    | 史貽直             | 劉統勳               |              | 兆惠 梁詩正                      |
| 乾隆二十八年癸未 （1763年） | 裁撤         | 傅恒               | 來保               |                    | 史貽直             | 劉統勳 梁詩正        | 楊廷璋       | 兆惠 梁詩正 劉綸                 |
| 乾隆二十九年甲申 （1764年） | 裁撤         | 傅恒               | 來保 尹繼善        |                    |                    | 劉統勳 楊應琚        | 楊廷璋       | 兆惠 阿里衮 劉綸 陳宏謀          |
| 乾隆三十年乙酉 （1765年）   | 裁撤         | 傅恒               | 尹繼善             |                    |                    | 劉統勳 楊應琚        |              | 阿里衮 劉綸 莊有恭 陳宏謀        |
| 乾隆三十一年丙戌 （1766年） | 裁撤         | 傅恒               | 尹繼善             |                    |                    | 劉統勳 楊應琚        |              | 阿里衮 莊有恭 陳宏謀             |
| 乾隆三十二年丁亥 （1767年） | 裁撤         | 傅恒               | 尹繼善             |                    |                    | 劉統勳 楊應琚 陳宏謀 |              | 阿里衮 陳宏謀 劉綸               |
| 乾隆三十三年戊子 （1768年） | 裁撤         | 傅恒               | 尹繼善             |                    |                    | 劉統勳 陳宏謀        |              | 阿里衮 劉綸                      |
| 乾隆三十四年己丑 （1769年） | 裁撤         | 傅恒               | 尹繼善             |                    |                    | 劉統勳 陳宏謀        |              | 阿里衮 官保 劉綸                 |
| 乾隆三十五年庚寅 （1770年） | 裁撤         | 傅恒               | 尹繼善             | 阿爾泰             |                    | 劉統勳 陳宏謀        |              | 官保 劉綸                        |
| 乾隆三十六年辛卯 （1771年） | 裁撤         |                    | 尹繼善 高晉        | 阿爾泰 溫福        | 劉綸               | 劉統勳 陳宏謀        |              | 官保 劉綸 于敏中                 |
| 乾隆三十七年壬辰 （1772年） | 裁撤         |                    | 高晉               | 溫福               | 劉綸               | 劉統勳               |              | 官保 于敏中                      |
| 乾隆三十八年癸巳 （1773年） | 裁撤         |                    | 高晉 于敏中        | 溫福 舒赫德 李侍堯 | 劉綸               | 劉統勳               |              | 官保 于敏中 程景伊               |
| 乾隆三十九年甲午 （1774年） | 裁撤         |                    | 高晉 于敏中        | 舒赫德 李侍堯      |                    |                      |              | 官保 程景伊                      |
| 乾隆四十年乙未 （1775年）   | 裁撤         |                    | 高晉 于敏中        | 舒赫德 李侍堯      |                    |                      |              | 官保 程景伊                      |
| 乾隆四十一年丙申 （1776年） | 裁撤         |                    | 高晉 于敏中        | 舒赫德 李侍堯      |                    |                      |              | 官保 阿桂 程景伊                 |
| 乾隆四十二年丁酉 （1777年） | 裁撤         |                    | 高晉 于敏中        | 舒赫德 李侍堯 阿桂 |                    |                      |              | 阿桂 英廉 程景伊                 |
| 乾隆四十三年戊戌 （1778年） | 裁撤         |                    | 高晉 于敏中        | 阿桂 李侍堯        |                    |                      |              | 英廉 程景伊                      |
| 乾隆四十四年己亥 （1779年） | 裁撤         |                    | 高晉 于敏中        | 阿桂 李侍堯        | 程景伊             | 三寶                 |              | 英廉 程景伊 嵇璜                 |
| 乾隆四十五年庚子 （1780年） | 裁撤         |                    |                    | 阿桂 李侍堯        | 程景伊 嵇璜        | 三寶 英廉            |              | 英廉 嵇璜 永贵 蔡新              |
| 乾隆四十六年辛丑 （1781年） | 裁撤         |                    |                    | 阿桂               | 嵇璜               | 三寶 英廉            |              | 永贵 蔡新                        |
| 乾隆四十七年壬寅 （1782年） | 裁撤         |                    |                    | 阿桂               | 嵇璜               | 三寶 英廉            |              | 永贵 蔡新                        |
| 乾隆四十八年癸卯 （1783年） | 裁撤         |                    | 蔡新               | 阿桂               | 嵇璜               | 三寶 英廉            |              | 永贵 蔡新 伍彌泰 梁國治          |
| 乾隆四十九年甲辰 （1784年） | 裁撤         |                    | 蔡新               | 阿桂               | 嵇璜               | 三寶 伍彌泰          |              | 伍彌泰 和珅 梁國治               |
| 乾隆五十年乙巳 （1785年）   | 裁撤         |                    | 蔡新               | 阿桂               | 嵇璜               | 伍彌泰 梁國治        |              | 和珅 梁國治 劉墉                 |
| 乾隆五十一年丙午 （1786年） | 裁撤         |                    | 和珅               | 阿桂               | 嵇璜               | 伍彌泰 梁國治        |              | 和珅 福康安 劉墉                 |
| 乾隆五十二年丁未 （1787年） | 裁撤         |                    | 和珅               | 阿桂               | 嵇璜               | 王杰                 |              | 福康安 劉墉                      |
| 乾隆五十三年戊申 （1788年） | 裁撤         |                    | 和珅               | 阿桂               | 嵇璜               | 王杰                 |              | 福康安 劉墉                      |
| 乾隆五十四年己酉 （1789年） | 裁撤         |                    | 和珅               | 阿桂               | 嵇璜               | 王杰                 |              | 福康安 劉墉                      |
| 乾隆五十五年庚戌 （1790年） | 裁撤         |                    | 和珅               | 阿桂               | 嵇璜               | 王杰                 |              | 福康安 彭元瑞                    |
| 乾隆五十六年辛亥 （1791年） | 裁撤         |                    | 和珅               | 阿桂               | 嵇璜               | 王杰                 |              | 福康安 彭元瑞 孫士毅             |
| 乾隆五十七年壬子 （1792年） | 裁撤         |                    | 和珅               | 阿桂 福康安        | 嵇璜 孫士毅        | 王杰                 |              | 福康安 孫士毅                    |
| 乾隆五十八年癸丑 （1793年） | 裁撤         |                    | 和珅               | 阿桂 福康安        | 嵇璜 孫士毅        | 王杰                 |              |                                  |
| 乾隆五十九年甲寅 （1794年） | 裁撤         |                    | 和珅               | 阿桂 福康安        | 嵇璜 孫士毅        | 王杰                 |              |                                  |
| 乾隆六十年乙卯 （1795年）   | 裁撤         |                    | 和珅               | 阿桂 福康安        | 孫士毅             | 王杰                 |              |                                  |

## 嘉庆年間
嘉庆是清仁宗颙琰在位年号。嘉庆帝在位前四年并无实权，乾隆帝死后才独掌大权。嘉庆帝掌权后，肃清吏治，惩治贪官和珅等人。然而在位后期，贪污问题更加严重。嘉庆帝在位期间，正值第一次工业革命兴起，清朝发生了白莲教之乱和天理教之乱，八旗生计、河道漕运等问题也日益凸显。嘉庆帝与其子道光帝统治期间，清朝政治危机日益严重，史称“嘉道中衰”。嘉庆二十五年七月二十五日（1820年9月2日），嘉庆帝死于承德避暑山庄，遗诏传位于次子绵宁。
| 年代                        | 保和殿大学士 | 文华殿大学士 | 武英殿大学士 | 文渊阁大学士 | 东阁大学士       | 体仁阁大学士  | 协办大学士                   |
| --------------------------- | ------------ | ------------ | ------------ | ------------ | ---------------- | ------------- | ---------------------------- |
| 嘉庆元年丙辰 （1796年）     |              | 和珅         | 阿桂 福康安  | 孫士毅       | 王杰 董誥        |               |                              |
| 嘉庆二年丁巳 （1797年）     |              | 和珅         | 阿桂         |              | 王杰 董誥 蘇凌阿 | 劉墉          | 保寧                         |
| 嘉庆三年戊午 （1798年）     |              | 和珅         |              |              | 蘇凌阿 王杰      | 劉墉          | 保寧                         |
| 嘉庆四年己未 （1799年）     |              | 和珅 董誥    | 保寧         | 慶桂         | 蘇凌阿 王杰      | 劉墉          | 保寧 慶桂 書麟               |
| 嘉庆五年庚申 （1800年）     |              | 董誥         | 保寧         | 慶桂         | 王杰             | 劉墉          | 書麟                         |
| 嘉庆六年辛酉 （1801年）     |              | 董誥         | 保寧         | 慶桂         | 王杰             | 劉墉          | 書麟 吉慶                    |
| 嘉庆七年壬戌 （1802年）     |              | 董誥         | 保寧         | 慶桂         | 王杰             | 劉墉          | 吉慶 琳寧 朱珪               |
| 嘉庆八年癸亥 （1803年）     |              | 董誥         | 保寧         | 慶桂         |                  | 劉墉          | 琳寧 朱珪                    |
| 嘉庆九年甲子 （1804年）     |              | 董誥         | 保寧         | 慶桂         |                  | 劉墉          | 琳寧 祿康 朱珪               |
| 嘉庆十年乙丑 （1805年）     |              | 董誥         | 保寧         | 慶桂         |                  | 朱珪          | 祿康 朱珪 紀昀 劉權之 費淳   |
| 嘉庆十一年丙寅 （1806年）   |              | 董誥         | 保寧         | 慶桂         | 祿康             | 朱珪          | 祿康 長麟 費淳               |
| 嘉庆十二年丁卯 （1807年）   |              | 董誥         |              | 慶桂         | 祿康             | 費淳          | 長麟 費淳 戴衢亨             |
| 嘉庆十三年戊辰 （1808年）   |              | 董誥         |              | 慶桂         | 祿康             | 費淳          | 長麟 戴衢亨                  |
| 嘉庆十四年己巳 （1809年）   |              | 董誥         |              | 慶桂         | 祿康             | 費淳          | 長麟 祿康 戴衢亨             |
| 嘉庆十五年庚午 （1810年）   |              | 董誥         | 勒保         | 慶桂         | 祿康             | 戴衢亨        | 祿康 明亮 戴衢亨 劉權之      |
| 嘉庆十六年辛未 （1811年）   |              | 董誥         | 勒保         | 慶桂         | 祿康             | 戴衢亨 劉權之 | 明亮 松筠 劉權之 鄒炳泰      |
| 嘉庆十七年壬申 （1812年）   |              | 董誥         | 勒保         | 慶桂         |                  | 劉權之        | 松筠 鄒炳泰                  |
| 嘉庆十八年癸酉 （1813年）   |              | 董誥         | 勒保         | 慶桂         | 松筠             | 劉權之 曹振鏞 | 松筠 托津 鄒炳泰 曹振鏞 百齡 |
| 嘉庆十九年甲戌 （1814年）   |              | 董誥         | 勒保 松筠    |              | 松筠 託津        | 曹振鏞        | 托津 明亮 百齡 章煦          |
| 嘉庆二十年乙亥 （1815年）   |              | 董誥         | 松筠         |              | 託津             | 曹振鏞        | 明亮 章煦                    |
| 嘉庆二十一年丙子 （1816年） |              | 董誥         | 松筠         |              | 託津             | 曹振鏞        | 明亮 章煦                    |
| 嘉庆二十二年丁丑 （1817年） |              | 董誥         | 松筠 明亮    |              | 託津             | 曹振鏞        | 明亮 伯麟 章煦 戴均元        |
| 嘉庆二十三年戊寅 （1818年） |              | 董誥         | 明亮         | 章煦         | 託津             | 曹振鏞        | 伯麟 章煦 戴均元             |
| 嘉庆二十四年己卯 （1819年） |              |              | 明亮         | 章煦         | 託津             | 曹振鏞        | 伯麟 戴均元                  |
| 嘉庆二十五年庚辰 （1820年） |              |              | 明亮         | 章煦 戴均元  | 託津             | 曹振鏞        | 伯麟 戴均元 吳璥             |

## 道光年间
道光是清宣宗旻宁在位年号。道光帝即位后，本人力行节俭，勤于政务，并进行整顿吏治，整厘盐政，通海运，平定张格尔之乱，严禁鸦片，起到了一定积极作用。然而清朝已经积重难反，国势进一步衰落。道光十九年（1839年），林则徐进行虎门销烟，次年第一次鴉片戰爭爆發，由于道光帝战守无策，時和時戰，再加上武器装备上的差距，清朝战败于英国，并与英人簽訂近代中国的首條不平等條約《南京條約》，割讓香港岛及開放五口通商，被视为中国近代史的开始。道光三十年（1850年）正月，道光帝在圆明园去世，遗诏传位于四子奕詝。
| 年代                        | 保和殿大学士 | 文华殿大学士 | 武英殿大学士  | 文渊阁大学士 | 东阁大学士  | 体仁阁大学士  | 协办大学士                |
| --------------------------- | ------------ | ------------ | ------------- | ------------ | ----------- | ------------- | ------------------------- |
| 道光元年辛巳 （1821年）     |              |              | 明亮 曹振鏞   | 戴均元       | 託津        | 曹振鏞 伯麟   | 伯麟 長齡 吳璥 孫玉庭     |
| 道光二年壬午 （1822年）     |              | 長齡         | 曹振鏞        | 戴均元       | 託津        | 伯麟          | 長齡 英和 孫玉庭          |
| 道光三年癸未 （1823年）     |              | 長齡         | 曹振鏞        | 戴均元       | 託津        |               | 英和 孫玉庭               |
| 道光四年甲申 （1824年）     |              | 長齡         | 曹振鏞        | 戴均元       | 託津        | 孫玉庭        | 英和 孫玉庭 蔣攸銛        |
| 道光五年乙酉 （1825年）     |              | 長齡         | 曹振鏞        |              | 託津        | 孫玉庭 蔣攸銛 | 英和 蔣攸銛 汪廷珍        |
| 道光六年丙戌 （1826年）     |              | 長齡         | 曹振鏞        |              | 託津        | 蔣攸銛        | 英和 汪廷珍               |
| 道光七年丁亥 （1827年）     |              | 長齡         | 曹振鏞        |              | 託津        | 蔣攸銛        | 英和 富俊 汪廷珍 盧蔭溥   |
| 道光八年戊子 （1828年）     |              | 長齡         | 曹振鏞        |              | 託津        | 蔣攸銛        | 富俊 盧蔭溥               |
| 道光九年己丑 （1829年）     |              | 長齡         | 曹振鏞        |              | 託津        | 蔣攸銛        | 富俊 盧蔭溥               |
| 道光十年庚寅 （1830年）     |              | 長齡         | 曹振鏞        |              | 託津        | 蔣攸銛 盧蔭溥 | 富俊 盧蔭溥 李鴻賓        |
| 道光十一年辛卯 （1831年）   |              | 長齡         | 曹振鏞        |              | 託津 富俊   | 盧蔭溥        | 富俊 文孚 李鴻賓          |
| 道光十二年壬辰 （1832年）   |              | 長齡         | 曹振鏞        |              | 富俊        | 盧蔭溥        | 文孚 李鴻賓 阮元          |
| 道光十三年癸巳 （1833年）   |              | 長齡         | 曹振鏞        |              | 富俊        | 盧蔭溥 潘世恩 | 文孚 阮元                 |
| 道光十四年甲午 （1834年）   |              | 長齡         | 曹振鏞        |              | 富俊 文孚   | 潘世恩        | 文孚 穆彰阿 阮元          |
| 道光十五年乙未 （1835年）   |              | 長齡         | 曹振鏞        | 文孚         | 文孚 潘世恩 | 潘世恩 阮元   | 穆彰阿 阮元 王鼎          |
| 道光十六年丙申 （1836年）   |              | 長齡         | 穆彰阿        | 文孚         | 潘世恩      | 阮元          | 穆彰阿 琦善 王鼎          |
| 道光十七年丁酉 （1837年）   |              | 長齡         | 穆彰阿        |              | 潘世恩      | 阮元          | 琦善 王鼎                 |
| 道光十八年戊戌 （1838年）   |              | 長齡 穆彰阿  | 穆彰阿 潘世恩 | 琦善         | 潘世恩 王鼎 | 阮元          | 琦善 伊裡布 王鼎 湯金釗   |
| 道光十九年己亥 （1839年）   |              | 穆彰阿       | 潘世恩        | 琦善         | 王鼎        |               | 伊裡布 湯金釗             |
| 道光二十年庚子 （1840年）   |              | 穆彰阿       | 潘世恩        | 琦善         | 王鼎        |               | 伊裡布 湯金釗             |
| 道光二十一年辛丑 （1841年） |              | 穆彰阿       | 潘世恩        | 琦善 寶興    | 王鼎        |               | 伊裡布 奕經 湯金釗 卓秉恬 |
| 道光二十二年壬寅 （1842年） |              | 穆彰阿       | 潘世恩        | 寶興         | 王鼎        |               | 奕經 敬徵 卓秉恬          |
| 道光二十三年癸卯 （1843年） |              | 穆彰阿       | 潘世恩        | 寶興         |             |               | 敬徵 卓秉恬               |
| 道光二十四年甲辰 （1844年） |              | 穆彰阿       | 潘世恩        | 寶興         |             | 卓秉恬        | 敬徵 卓秉恬 陳官俊        |
| 道光二十五年乙巳 （1845年） |              | 穆彰阿       | 潘世恩        | 寶興         |             | 卓秉恬        | 敬徵 耆英 陳官俊          |
| 道光二十六年丙午 （1846年） |              | 穆彰阿       | 潘世恩        | 寶興         |             | 卓秉恬        | 耆英 陳官俊               |
| 道光二十七年丁未 （1847年） |              | 穆彰阿       | 潘世恩        | 寶興         |             | 卓秉恬        | 耆英 陳官俊               |
| 道光二十八年戊申 （1848年） |              | 穆彰阿       | 潘世恩        | 寶興 耆英    |             | 卓秉恬        | 耆英 琦善 陳官俊          |
| 道光二十九年己酉 （1849年） |              | 穆彰阿       | 潘世恩        | 耆英         |             | 卓秉恬        | 琦善 陳官俊 祁寯藻        |
| 道光三十年庚戌 （1850年）   |              | 穆彰阿       | 潘世恩 卓秉恬 | 耆英         |             | 卓秉恬 祁寯藻 | 琦善 赛尚阿 祁寯藻 杜受田 |

## 咸丰年间
咸丰是清文宗奕詝在位年号。咸丰帝即位后勤于政事，对朝政进行大幅度改革。然而此时，清朝在内发生太平天国运动，在外发生第二次鸦片战争，最后英法联军攻入北京，火烧圆明园，清朝以签定一系列不平等条约收场。随后为扭转内外交困的局面，清朝开始洋务运动。咸丰十一年七月十七日（1861年8月22日），咸丰帝崩于承德避暑山庄，遗诏以皇子载淳即位。命怡亲王载垣、郑亲王端华、御前大臣景寿、协办大学士肃顺，军机大臣穆荫、匡源、杜翰、焦佑瀛等八人为赞襄政务八大臣。此后，慈禧太后、慈安太后联合恭亲王奕䜣发动祺祥政变，开启了慈禧太后统治清朝的历史。
| 年代                      | 保和殿大学士 | 文华殿大学士 | 武英殿大学士 | 文渊阁大学士     | 东阁大学士 | 体仁阁大学士 | 协办大学士                |
| ------------------------- | ------------ | ------------ | ------------ | ---------------- | ---------- | ------------ | ------------------------- |
| 咸丰元年辛亥 （1851年）   |              | 賽尚阿       | 卓秉恬       |                  |            | 祁寯藻       | 琦善 裕誠 杜受田          |
| 咸丰二年壬子 （1852年）   |              | 賽尚阿 裕誠  | 卓秉恬       | 裕誠 訥爾經額    |            | 祁寯藻       | 訥爾經額 禧恩 杜受田 賈楨 |
| 咸丰三年癸丑 （1853年）   |              | 裕誠         | 卓秉恬       | 訥爾經額         |            | 祁寯藻       | 賈楨                      |
| 咸丰四年甲寅 （1854年）   |              | 裕誠         | 卓秉恬       |                  |            | 祁寯藻 賈楨  | 賈楨                      |
| 咸丰五年丁卯 （1855年）   |              | 裕誠         | 卓秉恬 賈楨  | 文慶             |            | 賈楨 葉名琛  | 文慶 桂良 葉名琛 彭蘊章   |
| 咸丰六年丙辰 （1856年）   |              | 裕誠         | 文慶 賈楨    | 文慶 彭蘊章      | 桂良       | 葉名琛       | 桂良 柏葰 彭蘊章 翁心存   |
| 咸丰七年丁巳 （1857年）   |              | 裕誠         |              | 彭蘊章           | 桂良       | 葉名琛       | 柏葰 翁心存               |
| 咸丰八年戊午 （1858年）   |              | 裕誠 桂良    | 彭蘊章       | 彭蘊章 柏葰 瑞麟 | 桂良       | 翁心存       | 柏葰 官文 翁心存 周祖培   |
| 咸丰九年己未 （1859年）   |              | 桂良         | 彭蘊章       | 瑞麟             |            | 翁心存 賈楨  | 官文 周祖培               |
| 咸丰十年庚申 （1860年）   |              | 桂良         | 彭蘊章       | 瑞麟 官文        |            | 賈楨 周祖培  | 官文 肃顺 周祖培          |
| 咸丰十一年辛酉 （1861年） |              | 桂良         | 賈楨         | 官文             |            | 賈楨 周祖培  | 肃顺                      |

## 同治年间
同治是清穆宗载淳在位年号，其在位初期由慈禧太后、慈安太后垂帘听政，之后大权逐步滑入慈禧太后之手。在此期间，清朝镇压太平天国、捻军等各地民变，并大力开展洋务运动，清朝一时出现“同治中兴”的局面。同治十二年（1873年）同治帝亲政，次年十二月初五（公历1875年1月12日）崩于紫禁城养心殿。由于同治帝无子，醇亲王奕譞之子载湉即位，两宫皇太后继续垂帘听政。
| 年代                      | 保和殿大学士 | 文华殿大学士   | 武英殿大学士  | 文渊阁大学士   | 东阁大学士 | 体仁阁大学士  | 协办大学士              |
| ------------------------- | ------------ | -------------- | ------------- | -------------- | ---------- | ------------- | ----------------------- |
| 同治元年壬戌 （1862年）   |              | 桂良 官文      | 賈楨          | 官文 倭仁      |            | 周祖培        | 麟魁 倭仁 瑞常 曾國藩   |
| 同治二年癸亥 （1863年）   |              | 官文           | 賈楨          | 倭仁           |            | 周祖培        | 瑞常 曾國藩             |
| 同治三年甲子 （1864年）   |              | 官文           | 賈楨          | 倭仁           |            | 周祖培        | 瑞常 曾國藩             |
| 同治四年乙丑 （1865年）   |              | 官文           | 賈楨          | 倭仁           |            | 周祖培        | 瑞常 曾國藩             |
| 同治五年丙寅 （1866年）   |              | 官文           | 賈楨          | 倭仁           |            | 周祖培        | 瑞常 曾國藩             |
| 同治六年丁卯 （1867年）   |              | 官文           | 賈楨          | 倭仁           |            | 周祖培 曾國藩 | 瑞常 曾國藩 骆秉章      |
| 同治七年戊辰 （1868年）   |              | 官文           | 賈楨 曾國藩   | 倭仁           |            | 曾國藩 朱鳳標 | 瑞常 朱鳳標 李鴻章      |
| 同治八年己巳 （1869年）   |              | 官文           | 曾國藩        | 倭仁           |            | 朱鳳標        | 瑞常 李鴻章             |
| 同治九年庚午 （1870年）   |              | 官文           | 曾國藩        | 倭仁           |            | 朱鳳標        | 瑞常 李鴻章             |
| 同治十年辛未 （1871年）   |              | 官文 倭仁 瑞常 | 曾國藩        | 倭仁 瑞常 瑞麟 |            | 朱鳳標        | 瑞常 文祥 李鴻章        |
| 同治十一年壬申 （1872年） |              | 瑞常 瑞麟      | 曾國藩 李鴻章 | 瑞麟 單懋謙    |            | 朱鳳標 文祥   | 文祥 全慶 李鴻章 單懋謙 |
| 同治十二年癸酉 （1873年） |              | 瑞麟           | 李鴻章        | 單懋謙         |            | 文祥          | 全慶 左宗棠             |
| 同治十三年甲戌 （1874年） |              | 瑞麟 李鴻章    | 李鴻章 文祥   | 單懋謙         | 左宗棠     | 文祥 寶鋆     | 寶鋆 左宗棠             |

## 光绪年间
光绪是清德宗载湉在位年号。因同治帝无子，被两宫皇太后立为帝，起初由慈安、慈禧两宫太后垂帘听政。光绪七年（1881年）慈安太后崩逝后由慈禧太后一人垂帘。在此之后，发生中法战争。光绪十五年（1889年），光绪帝亲政，实际上大权仍掌握在慈禧太后手中。光绪二十年（1894年），发生中日甲午战争，以清朝战败，签订《马关条约》告终。随后，列强纷纷在中国划定势力范围。光绪二十四年（1898年），光绪帝实行戊戌变法，但却受到以慈禧太后为首的保守派镇压，从此被慈禧太后幽禁在中南海瀛台。此后又发生八国联军侵华，清朝被迫签订《辛丑条约》，内外危机进一步加重。为缓解危机，慈禧太后不得不开展清末新政、预备立宪等措施。光绪三十四年十月二十一日（1908年11月14日），光绪帝遭毒杀，次日慈禧太后亦崩。
| 年代                        | 保和殿大学士 | 文华殿大学士 | 武英殿大学士   | 文渊阁大学士     | 东阁大学士       | 体仁阁大学士   | 协办大学士                       |
| --------------------------- | ------------ | ------------ | -------------- | ---------------- | ---------------- | -------------- | -------------------------------- |
| 光绪元年乙亥 （1875年）     |              | 李鴻章       | 文祥           |                  | 左宗棠           | 寶鋆           | 英桂 沈桂芬                      |
| 光绪二年丙子 （1876年）     |              | 李鴻章       | 文祥           |                  | 左宗棠           | 寶鋆           | 英桂 沈桂芬                      |
| 光绪三年丁丑 （1877年）     |              | 李鴻章       | 寶鋆           |                  | 左宗棠           | 寶鋆 英桂      | 英桂 載齡 沈桂芬                 |
| 光绪四年戊寅 （1878年）     |              | 李鴻章       | 寶鋆           |                  | 左宗棠           | 英桂 載齡      | 載齡 全慶 沈桂芬                 |
| 光绪五年己卯 （1879年）     |              | 李鴻章       | 寶鋆           |                  | 左宗棠           | 載齡           | 全慶 沈桂芬                      |
| 光绪六年庚辰 （1880年）     |              | 李鴻章       | 寶鋆           |                  | 左宗棠           | 載齡 全慶      | 全慶 靈桂 沈桂芬                 |
| 光绪七年辛巳 （1881年）     |              | 李鴻章       | 寶鋆           |                  | 左宗棠           | 全慶 靈桂      | 靈桂 文煜 沈桂芬 李鴻藻          |
| 光绪八年壬午 （1882年）     |              | 李鴻章       | 寶鋆           |                  | 左宗棠           | 靈桂           | 文煜 李鴻藻                      |
| 光绪九年癸未 （1883年）     |              | 李鴻章       | 寶鋆           |                  | 左宗棠           | 靈桂           | 文煜 李鴻藻                      |
| 光绪十年甲申 （1884年）     |              | 李鴻章       | 寶鋆 文煜 靈桂 |                  | 左宗棠           | 靈桂 額勒和布  | 文煜 額勒和布 恩承 李鴻藻 閻敬銘 |
| 光绪十一年乙酉 （1885年）   |              | 李鴻章       | 靈桂 額勒和布  |                  | 左宗棠 閻敬銘    | 額勒和布 恩承  | 恩承 福錕 閻敬銘 張之萬          |
| 光绪十二年丙戌 （1886年）   |              | 李鴻章       | 額勒和布       |                  | 閻敬銘           | 恩承           | 福錕 張之萬                      |
| 光绪十三年丁亥 （1887年）   |              | 李鴻章       | 額勒和布       |                  | 閻敬銘           | 恩承           | 福錕 張之萬                      |
| 光绪十四年戊子 （1888年）   |              | 李鴻章       | 額勒和布       |                  | 閻敬銘           | 恩承           | 福錕 張之萬                      |
| 光绪十五年己丑 （1889年）   |              | 李鴻章       | 額勒和布       |                  | 恩承             | 恩承 張之萬    | 福錕 張之萬 徐桐                 |
| 光绪十六年庚寅 （1890年）   |              | 李鴻章       | 額勒和布       |                  | 恩承             | 張之萬         | 福錕 徐桐                        |
| 光绪十七年辛卯 （1891年）   |              | 李鴻章       | 額勒和布       |                  | 恩承             | 張之萬         | 福錕 徐桐                        |
| 光绪十八年壬辰 （1892年）   |              | 李鴻章       | 額勒和布       |                  | 恩承 張之萬      | 張之萬 福錕    | 福錕 麟書 徐桐                   |
| 光绪十九年癸巳 （1893年）   |              | 李鴻章       | 額勒和布       |                  | 張之萬           | 福錕           | 麟書 徐桐                        |
| 光绪二十年甲午 （1894年）   |              | 李鴻章       | 額勒和布       |                  | 張之萬           | 福錕           | 麟書 徐桐                        |
| 光绪二十一年乙未 （1895年） |              | 李鴻章       | 額勒和布       | 麟書             | 張之萬           | 福錕           | 麟書 崑岡 徐桐                   |
| 光绪二十二年丙申 （1896年） |              | 李鴻章       | 額勒和布 麟書  | 麟書             | 崑岡 張之萬      | 崑岡 徐桐      | 崑岡 徐桐 榮祿 李鴻藻            |
| 光绪二十三年丁酉 （1897年） |              | 李鴻章       | 麟書           |                  | 崑岡             | 徐桐           | 榮祿 李鴻藻 翁同龢               |
| 光绪二十四年戊戌 （1898年） |              | 李鴻章       | 麟書           | 榮祿             | 崑岡             | 徐桐           | 榮祿 剛毅 翁同龢 孫家鼐          |
| 光绪二十五年己亥 （1899年） |              | 李鴻章       |                | 榮祿             | 崑岡             | 徐桐           | 剛毅 孫家鼐 王文韶               |
| 光绪二十六年庚子 （1900年） |              | 李鴻章       |                | 榮祿             | 崑岡             | 徐桐 王文韶    | 剛毅 崇禮 王文韶 徐郙            |
| 光绪二十七年辛丑 （1901年） |              | 李鴻章 榮祿  |                | 榮祿 王文韶      | 崑岡             | 王文韶 孫家鼐  | 崇禮 徐郙                        |
| 光绪二十八年壬寅 （1902年） |              | 榮祿         |                | 王文韶           | 崑岡             | 孫家鼐         | 崇禮 徐郙                        |
| 光绪二十九年癸卯 （1903年） |              | 榮祿         | 王文韶         | 崑岡 王文韶 崇禮 | 崑岡 崇禮 孫家鼐 | 孫家鼐 敬信    | 崇禮 敬信 裕德 徐郙              |
| 光绪三十年甲辰 （1904年）   |              |              | 王文韶         | 崇禮             | 孫家鼐           | 敬信 裕德      | 裕德 世續 徐郙                   |
| 光绪三十一年乙巳 （1905年） |              |              | 王文韶         | 崇禮 孫家鼐      | 孫家鼐 裕德 世續 | 裕德 世續 那桐 | 世續 那桐 榮慶 徐郙              |
| 光绪三十二年丙午 （1906年） |              |              | 王文韶         | 孫家鼐           | 世續             | 那桐           | 榮慶 徐郙 瞿鴻禨                 |
| 光绪三十三年丁未 （1907年） |              |              | 王文韶 孫家鼐  | 孫家鼐 世續      | 世續 那桐        | 那桐 張之洞    | 榮慶 瞿鴻禨 張之洞 鹿傳霖        |
| 光绪三十四年戊申 （1908年） |              |              | 孫家鼐         | 世續             | 那桐             | 張之洞         | 榮慶 鹿傳霖                      |

## 宣统年间
宣统为中国清朝第十二位皇帝、末代皇帝溥仪的年号，溥仪为清宣宗曾孙、醇亲王载沣之子，即位时年仅三岁，以其父载沣为监国摄政王。在此期间，清朝立宪运动声势愈发浩大，孙中山领导的中国同盟会也在国内频频发动暴动。宣统三年四月初十（1911年5月8日），清政府宣布实行责任内阁制，大学士另外在翰林院排列次序。同年八月十九日（10月10日），武昌起义爆发，全国各地纷纷响应，清朝统治土崩瓦解。十一月十三日（1912年1月1日），中华民国成立。十二月二十五日（1912年2月12日），宣统帝下诏退位，清朝灭亡。
| 年代                    | 保和殿大学士 | 文华殿大学士 | 武英殿大学士 | 文渊阁大学士 | 东阁大学士    | 体仁阁大学士         | 协办大学士                |
| ----------------------- | ------------ | ------------ | ------------ | ------------ | ------------- | -------------------- | ------------------------- |
| 宣统元年己酉 （1909年） |              | 世續         | 孫家鼐       | 世續 那桐    | 那桐 鹿傳霖   | 張之洞 鹿傳霖 陸潤庠 | 榮慶 鹿傳霖 陸潤庠 戴鴻慈 |
| 宣统二年庚戌 （1910年） |              | 世續         |              | 那桐         | 鹿傳霖 陸潤庠 | 陸潤庠 徐世昌        | 榮慶 戴鴻慈 徐世昌 李殿林 |
| 宣统三年辛亥 （1911年） |              | 世續         |              | 那桐         | 陸潤庠        | 徐世昌               | 榮慶 李殿林               |

民国六年（1917年），张勋复辟，改元宣统九年。7月2日，清廷授瞿鸿禨、升允为大学士。7月4日，授张人骏、周馥为协办大学士。7月6日，谕徐世昌以太傅大学士辅政。7月12日，复辟失败。

### 引用
1. ↑  《清史稿》（卷114）：“初，天聰二年，建文館，命儒臣分直。十年，更名內三院。曰國史，曰秘書，曰弘文。始亦沿承政名，後各置大學士一人。”
2. ↑  《清史稿》（卷174）:“剛林五月授內國史院大學士。”
3. ↑  《清史稿》（卷174）:“范文程五月授內秘書院大學士。”
4. ↑  《清史稿》（卷174）:“鲍承先五月授內秘書院大學士。”
5. ↑  《清史稿》（卷174）:“希福五月授內弘文院大學士。”
6. ↑  《清史稿》（卷174）:“鲍承先七月改吏部右參政。”
7. ↑  《清史稿》（卷174）:“洪承疇六月丁巳仍以太子太保兼副都御史同內院官佐理機務，為內秘書院大學士。”
8. ↑  《清史稿》（卷174）:“希福八月辛酉革。”
9. ↑  《清史稿》（卷174）:“馮銓五月辛丑以書徵。”
10. ↑  《清代職官年表》第一冊，第2頁：“謝陞，八，壬午，廿七，9.27；明大學士投降授。”
11. ↑  《清史稿》（卷174）:“洪承疇閏六月招撫南方，總督軍務。”
12. ↑  《清代職官年表》第一冊，第2頁：“甯（寧）完我，五，丁未，廿六，6.19,；弘文學士遷。”
13. ↑  《清史稿》（卷174）:“祁充格二月己巳為內弘文院大學士。”
14. ↑  《清代職官年表》第一冊，第2頁：“李建泰，三，庚子，十七，4.13,；明大學士投降授。十二，丙午，廿八，2.13；革。（七年殺）”
15. ↑  《清史稿》（卷174）:“謝陞正月癸卯卒。”
16. ↑  《清史稿》（卷174）:“宋權正月戊辰為內翰林國史院大學士。”
17. ↑  《清史稿》（卷174）:“洪承疇十月命回內院。”
18. ↑  《清史稿》（卷174）:“洪承疇加少傅兼太子太傅。”
19. ↑  《清史稿》（卷174）:“剛林閏二月乙亥坐與睿王謀逆，棄市。”
20. ↑  《清代職官年表》第一冊，第5頁：“宋權，休。（九年死，文康）”
21. ↑  《清史稿》（卷174）:“寧完我三月己丑轉內國史院大學士。”
22. ↑  《清代職官年表》第一冊，第5頁：“陳泰，三，己丑；吏尚（吏部尚書）遷。七，戊子，十三，8.28；革。”
23. ↑  《清代職官年表》第一冊，第5頁：“雅泰，七，戊子；吏右（吏部右侍郎）遷。十月死。”
24. ↑  《清史稿》（卷174）:“額色黑十月丁巳為內翰林國史院大學士。”
25. ↑  《清史稿》（卷174）:“范文程閏二月乙亥革留。”
26. ↑  《清史稿》（卷174）:“洪承疇閏二月戊辰管左都御史事。”
27. ↑  《清史稿》（卷174）:“馮銓閏二月乙亥致仕。”
28. ↑  《清代職官年表》第一冊，第5頁：“寧完我，三，己丑，改國史。”
29. ↑  《清史稿》（卷174）:“祁充格閏二月乙亥坐與睿王謀逆，棄市。”
30. ↑  《清史稿》（卷174）:“希福三月己丑為內弘文院大學士。”
31. ↑  《清史稿》（卷174）:“陳名夏七月己亥為內翰林弘文院大學士。”
32. ↑  《清代職官年表》第一冊，第5頁：“李率泰，三，己丑；吏右（吏部右侍郎）遷。七，戊子；革。”
33. ↑  《清史稿》（卷174）:“洪承疇五月母憂，仍入直。”
34. ↑  《清史稿》（卷174）:“希福十一月卒。”
35. ↑  《清代職官年表》第一冊，第6頁：“陳名夏，正，壬午，十，2.18；革。”
36. ↑  《清史稿》（卷174）:“陳之遴二月辛酉為內翰林弘文院大學士。”
37. ↑  《清史稿》（卷174）:“張端閏六月丙寅為內翰林國史院大學士。”
38. ↑  《清史稿》（卷174）:“洪承疇正月丁丑調內翰林弘文院大學士。五月乙酉，升太保兼太子太師、內國史院、經略湖廣、廣東、廣西、雲南、貴州。”
39. ↑  《清史稿》（卷174）:“陳名夏正月丁丑調內翰林秘書院大學士。二月丁未，署吏部尚書。”
40. ↑  《清史稿》（卷174）:“成克鞏閏六月丙寅為內翰林秘書院大學士。”
41. ↑  《清史稿》（卷174）:“陳之遴二月丁未仍以太子太保調戶部尚書。”
42. ↑  《清代職官年表》第一冊，第6頁：“洪承疇，正，丁丑，秘書改。”
43. ↑  《清史稿》（卷174）:“馮銓三月癸巳仍以弘文院大學士原官。”
44. ↑  《清史稿》（卷174）:“高爾儼仍以太子太保為內翰林弘文院大學士。三月戊子，疾假。六月丁酉，病休。”
45. ↑  《清史稿》（卷174）:“劉正宗閏六月丙寅為內翰林弘文院大學士。十一月丙辰，加太子太保管吏部尚書。”
46. ↑  《清史稿》（卷174）:“圖海四月丁未為內翰林弘文院大學士。”
47. ↑  《清史稿》（卷174）:“呂宮十二月為內翰林弘文院大學士。”
48. ↑  《清史稿》（卷174）:“寧完我八月壬午加太子太保。”
49. ↑  《清史稿》（卷174）:“張端予告，六月卒。”
50. ↑  《清史稿》（卷174）:“額色黑八月壬午加太子太保。”
51. ↑  《清史稿》（卷174）:“金之俊二月丙寅為內翰林國史院大學士。”
52. ↑  《清史稿》（卷174）:“蔣赫德三月庚寅為內翰林國史院大學士。”
53. ↑  《清史稿》（卷174）:“黨崇雅五月丙午為內翰林國史院大學士。”
54. ↑  《清史稿》（卷174）:“范文程八月壬午加少保兼太子太保。九月己丑，太傅兼太子太師。病解。”
55. ↑  《清史稿》（卷174）:“陳名夏三月辛丑棄市。”
56. ↑  《清史稿》（卷174）:“成克鞏五月乙巳降二級。”
57. ↑  《清史稿》（卷174）:“王永吉四月丁亥為內翰林秘書院大學士。八月甲戌，革調。”
58. ↑  《清史稿》（卷174）:“傅以漸八月庚辰為內翰林秘書院大學士。”
59. ↑  《清史稿》（卷174）:“馮銓五月乙巳降三級。”
60. ↑  《清史稿》（卷174）:“呂宮五月乙巳降二級。”
61. ↑  《清史稿》（卷174）:“寧完我二月辛酉加少保兼太子太保。”
62. ↑  《清史稿》（卷174）:“金之俊四月乙卯加少傅兼太子太傅。”
63. ↑  《清史稿》（卷174）:“蔣赫德二月辛酉加太子太保。”
64. ↑  《清史稿》（卷174）:“黨崇雅二月丁巳加太保兼太子太傅，病免。”
65. ↑  《清史稿》（卷174）:“王永吉二月庚辰為內翰林國史院大學士。”
66. ↑  《清史稿》（卷174）:“成克鞏二月辛酉加太子太保。”
67. ↑  《清史稿》（卷174）:“傅以漸二月辛酉加太子太保。”
68. ↑  《清史稿》（卷174）:“車克二月辛酉加少保兼太子太保。”
69. ↑  《清史稿》（卷174）:“劉正宗四月乙卯加少保兼太子太保。”
70. ↑  《清史稿》（卷174）:“馮銓四月乙卯加少師兼太子太師。”
71. ↑  《清史稿》（卷174）:“陳之遴二月庚辰為內翰林弘文院大學士。四月乙卯，加少保兼太子太保。”
72. ↑  《清史稿》（卷174）:“圖海二月辛酉加太子太保。”
73. ↑  《清史稿》（卷174）:“呂宮二月辛酉加太子太保。二月壬戌，以太子太保病解。”
74. ↑  《清史稿》（卷174）:“巴哈納二月辛酉加太保兼太子太保。五月庚子，為內翰林弘文院大學士。”
75. ↑  《清史稿》（卷174）:“車克六月辛巳兼管戶部尚書事。”
76. ↑  《清史稿》（卷174）:“馮銓二月乙卯加太保兼太子太師致仕。”
77. ↑  《清史稿》（卷174）:“陳之遴三月乙未革，以原官發往盛京。十月癸卯，著回京入旗。”
78. ↑  《清史稿》（卷174）:“寧完我九月己未以原銜少傅兼太子太傅、大學士致仕。”
79. ↑  《清史稿》（卷174）:“王永吉四月辛卯降五級調用。”
80. ↑  《清代職官年表》第一冊，第9頁：“胡世安，五，癸亥，廿七，6.27；禮尚（禮部尚書）遷。”
81. ↑  《清代職官年表》第一冊，第9頁：“衛周祚，三（五），癸亥；吏尚（吏部尚書）遷。”
82. ↑  《清代職官年表》第一冊，第9頁：“李霨，五，癸亥；秘書學士遷。”
83. ↑  《清史稿》（卷174）:“巴哈納九月甲寅改為中和殿大學士，兼管吏部尚書。”
84. ↑  《清史稿》（卷174）:“金之俊九月甲寅改為中和殿大學士，兼管吏部尚書。”
85. ↑  《清史稿》（卷174）:“額色黑九月甲寅改為保和殿大學士，兼管戶部尚書。”
86. ↑  《清史稿》（卷174）:“成克鞏九月甲寅改為保和殿大學士，兼管戶部尚書。”
87. ↑  《清史稿》（卷174）:“蔣赫德九月甲寅改為文華殿大學士，兼管禮部尚書。”
88. ↑  《清史稿》（卷174）:“劉正宗九月甲寅改為文華殿大學士，兼管禮部尚書。”
89. ↑  《清史稿》（卷174）:“洪承疇九月甲寅改為武英殿大學士，兼管兵部尚書。”
90. ↑  《清史稿》（卷174）:“傅以漸九月甲寅改為武英殿大學士，兼管兵部。”
91. ↑  《清史稿》（卷174）:“胡世安五月癸亥為內院大學士。九月甲寅改為武英殿大學士，兼管兵部尚書。”
92. ↑  《清史稿》（卷174）:“衛周祚五月癸亥為內院大學士。九月甲寅改為文淵閣大學士，兼管刑部尚書。”
93. ↑  《清史稿》（卷174）:“李霨五月癸亥為內院大學士。九月甲寅改為東大學士，兼管工部尚書。”
94. 1 2  《清代職官年表》第一冊，第9頁。
95. ↑  《清史稿》（卷174）:“馮銓二月丙戌仍以原銜改兼中和殿大學士。”
96. ↑  《清史稿》（卷174）:“胡世安閏三月壬戌病假。”
97. ↑  《清史稿》（卷174）:“李霨五月癸酉降四級調用。九月壬申，寬免，照舊辦事。”
98. ↑  《清代職官年表》第一冊，第10頁：“圖海，閏三，甲申，廿四，5.14，革。”
99. ↑  《清史稿》（卷174）:“成克鞏六月己亥革。十一月辛酉，仍留原任。”
100. ↑  《清史稿》（卷174）:“蔣赫德二月病解，病痊起用。”
101. ↑  《清史稿》（卷174）:“劉正宗六月己亥革吏部。十一月辛酉，革。”
102. ↑  《清史稿》（卷174）:“洪承疇四月丙午致仕。”
103. ↑  《清史稿》（卷174）:“傅以漸六月癸巳病休。”
104. ↑  《清史稿》（卷174）:“巴哈納七月己酉為內秘書院大學士。”
105. ↑  《清史稿》（卷174）:“金之俊七月己酉為內秘書院大學士。”
106. ↑  《清史稿》（卷174）:“胡世安七月己酉為內秘書院大學士。十一月壬午，以原官加少師兼太子太師病休。”
107. ↑  《清代職官年表》第一冊，第11頁：“車克，七，己酉；管戶尚授。閏七，庚辰，三，8.27；改管吏尚事。”
108. ↑  《清史稿》（卷174）:“額色黑七月己酉為內國史院大學士，九月卒。”
109. ↑  《清史稿》（卷174）:“成克鞏七月己酉為內國史院大學士。”
110. ↑  《清史稿》（卷174）:“衛周祚七月己酉為內國史院大學士。”
111. ↑  《清史稿》（卷174）:“蘇納海九月癸未為內國史院大學士。”
112. ↑  《清史稿》（卷174）:“蔣赫德七月己酉為內弘文院大學士。”
113. ↑  《清史稿》（卷174）:“李霨七月己酉為內弘文院大學士。”
114. ↑  《清史稿》（卷174）:“覺羅伊圖七月己酉為內弘文院大學士。”
115. ↑  《清史稿》（卷115）：“十六年，命侍讲学士张英等入直南书房。先是诏册词命多由院拟，至是始为西清专职。后改归军机处。”
116. ↑  《清史稿》（卷174）:“金之俊八月辛丑以原官休。”
117. ↑  《清代職官年表》第一冊，第12頁：“車克，七，壬申，一，8.14；管吏尚事回院。”
118. ↑  《清代職官年表》第一冊，第12頁：“成克鞏，十、壬寅、二、11.12；國史改。”
119. ↑  《清史稿》（卷174）:“成克鞏十月壬寅遷內秘書院大學士。”
120. ↑  《清史稿》（卷174）:“成克鞏四月甲寅病免。”
121. ↑  《清史稿》（卷174）:“孫廷銓五月丙子為內秘書院大學士。”
122. ↑  《清史稿》（卷174）:“衛周祚七月丁亥予假。”
123. ↑  《清代職官年表》第一冊，第12頁：“蔣赫德，三、癸未、十五、4.22；弘文改。”
124. ↑  《清史稿》（卷174）:“蔣赫德三月癸未遷內國史院大學士。”
125. ↑  《清史稿》（卷174）:“孫廷銓十一月甲午病免。”
126. ↑  《清史稿》（卷174）:“魏裔介十一月丁未為內秘書院大學士。”
127. ↑  《清代職官年表》第一冊，第13頁：“蔣赫德，[仍改弘文]。”
128. ↑  《清史稿》（卷174）:“巴泰六月甲午為內國史院大學士。”
129. ↑  《清代職官年表》第一冊，第13頁：“蔣赫德，[國史改回]。”
130. ↑  《清史稿》（卷174）:“衛周祚六月戊戌假滿，召。”
131. ↑  《清史稿》（卷174）:“蘇納海十二月甲申革。丙寅，處絞。”
132. ↑  《清代職官年表》第一冊，第14頁：“巴哈納，二，庚午，廿五，3.19；死（敏壯）。”
133. ↑  《清史稿》（卷174）:“班布爾善正月丁卯為內秘書院大學士。”
134. ↑  《清代職官年表》第一冊，第14頁：“車克，八月，休。”
135. ↑  《清代職官年表》第一冊，第14頁：“伊圖，正月解任。”
136. ↑  《清史稿》（卷174）:“圖海正月丁卯為內弘文院大學士。”
137. ↑  《清史稿》（卷174）:“對喀納九月癸卯為內國史院大學士。”
138. ↑  《清史稿》（卷174）:“巴泰二月己卯疾解，以原官休致。”
139. ↑  《清代職官年表》第一冊，第15頁：“班布爾善，五，庚申，廿八，6.26；革（殺）。”
140. ↑  《清史稿》（卷174）:“巴泰五月乙未為內秘書院大學士。”
141. ↑  《清史稿》（卷174）:“對喀納七月乙未加太子太保管刑部尚書事。”
142. ↑  《清史稿》（卷174）:“索額圖八月甲申為內國史院大學士。”
143. ↑  《清史稿》（卷174）:“衛周祚四月丙寅病免。”
144. ↑  《清史稿》（卷174）:“杜立德四月癸酉為內國史院大學士。”
145. ↑  《清代職官年表》第一冊，第16頁：“蔣赫德，十，庚寅，六，11.18；死（文端）。”
146. ↑  《清史稿》（卷174）:“圖海十月甲午為中和殿大學士，兼禮部尚書事。”
147. ↑  《清史稿》（卷174）:“巴泰十月甲午為中和殿大學士，兼禮部尚書事。”
148. ↑  《清史稿》（卷174）:“索額圖十月甲午為保和殿大學士，兼戶部尚書事。”
149. ↑  《清史稿》（卷174）:“李霨十月甲午為保和殿大學士，兼戶部尚書事。”
150. ↑  《清史稿》（卷174）:“魏裔介十一月壬午為保和殿大學士。”
151. ↑  《清史稿》（卷174）:“杜立德十月甲午為保和殿大學士，兼禮部尚書事。”
152. ↑  《清史稿》（卷174）:“對喀納十月甲午為文華殿大學士，兼刑部尚書事。”
153. ↑  《實錄》無。《皇清特進光祿大夫東閣大學士贈太傅諡文僖潘湖叟黃公墓志銘》：康熙九年庚戌十月，入阁参与机务，拜东阁大学士兼兵部左侍郎，加光禄大夫。
154. ↑  《清史稿》（卷174）:“魏裔介正月戊寅病免。”
155. ↑  《清史稿》（卷174）:“馮溥二月丁酉為文華殿大學士。”
156. ↑  《清史稿》（卷174）:“衛周祚四月壬寅召入閣。六月壬寅，為保和殿大學士。十二月丁卯，以原官致仕。”
157. ↑  《清代職官年表》第一冊，第17頁：“巴泰，三、己亥、廿九、5.15；休。”
158. ↑  《清史稿》（卷174）:“莫洛二月辛酉為武英殿大學士，仍以刑部尚書管兵部事，經略陝西。十二月癸巳，兵變，死之。”
159. ↑  《清史稿》（卷174）:“圖海三月丁亥為副將軍，征察哈爾。閏五月癸卯，凱旋。”
160. ↑  《清史稿》（卷174）:“巴泰三月戊子仍以原銜入閣辦事。”
161. ↑  《清史稿》（卷174）:“對喀納九月乙巳祭葬。”
162. ↑  《清史稿》（卷174）:“熊賜履三月戊子為武英殿大學士。”
163. ↑  《清史稿》（卷174）:“圖海八月乙亥封三等公。”
164. ↑  《清史稿》（卷174）:“熊賜履七月甲午革。”
165. ↑  《清史稿》（卷174）:“巴泰七月甲辰致仕。”
166. ↑  《清史稿》（卷174）:“明珠七月甲辰為武英殿大學士。”
167. ↑  《清史稿》（卷174）:“勒德洪七月甲辰為武英殿大學士。”
168. ↑  《清史稿》（卷174）:“索額圖八月戊寅病免。”
169. ↑  《清史稿》（卷174）:“圖海十二月戊戌卒。”
170. ↑  《清史稿》（卷174）:“杜立德五月己未病解。”
171. ↑  《清史稿》（卷174）:“王熙五月戊辰為保和殿大學士。”
172. ↑  《清史稿》（卷174）:“馮溥六月甲辰以原官致仕。”
173. ↑  《清史稿》（卷174）:“黃機十月己丑為文華殿大學士。”
174. ↑  《清史稿》（卷174）:“吳正治十月己丑為武英殿大學士。”
175. ↑  《清史稿》（卷174）:“李霨八月甲寅卒。”
176. ↑  《清史稿》（卷174）:“黃機二月己未病休。”
177. ↑  《清史稿》（卷174）:“宋德宜七月乙亥為文華殿大學士。”
178. ↑  《清史稿》（卷174）:“勒德洪十月丙申削去太子太傅，降一級留任。”
179. ↑  《清史稿》（卷174）:“王熙四月壬寅加太子太傅。”
180. ↑  《清史稿》（卷174）:“宋德宜四月壬寅加太子太傅。”
181. ↑  《清史稿》（卷174）:“明珠四月壬寅加太子太師。”
182. ↑  《清史稿》（卷174）:“勒德洪四月壬寅加太子太傅。”
183. ↑  《清史稿》（卷174）:“吳正治四月壬寅加太子太傅。”
184. ↑  《清史稿》（卷174）:“宋德宜七月卒。”
185. ↑  《清史稿》（卷174）:“李之芳八月壬午為文華殿大學士。”
186. ↑  《清史稿》（卷174）:“吳正治正月乙巳，休。”
187. ↑  《清史稿》（卷174）:“余國柱二月甲寅為武英殿大學士。”
188. ↑  《清史稿》（卷174）:“梁清標正月甲寅為保和殿大學士。”
189. ↑  《清史稿》（卷174）:“李之芳正月己酉休致。”
190. ↑  《清史稿》（卷174）:“伊桑阿正月甲寅為文華殿大學士。”
191. ↑  《清史稿》（卷174）:“明珠正月己酉革。”
192. ↑  《清史稿》（卷174）:“勒德洪正月己酉革。”
193. ↑  《清史稿》（卷174）:“余國柱正月己酉革。”
194. ↑  《清史稿》（卷174）:“徐元文五月乙巳為文華殿大學士。戊申，兼管翰林院掌院學士事。。”
195. ↑  《清史稿》（卷174）:“阿蘭泰五月乙巳為武英殿大學士。”
196. ↑  《清史稿》（卷174）:“徐元文六月癸酉休致。”
197. ↑  《清史稿》（卷174）:“張玉書六月己酉為文華殿大學士，兼戶部尚書。”
198. ↑  《清史稿》（卷174）:“梁清標九月卒。”
199. ↑  《清史稿》（卷174）:“李天馥十月己卯為武英殿大學士。”
200. ↑  《清史稿》（卷174）:“李天馥六月己丑憂。”
201. ↑  《清史稿》（卷174）:“李天馥十一月庚午命入閣辦事。”
202. ↑  《清史稿》（卷174）:“吳琠七月癸酉為保和殿大學士。”
203. ↑  《清史稿》（卷174）:“張玉書六月戊辰丁憂回籍。”
204. ↑  《清史稿》（卷174）:“張英十一月己亥為文華殿大學士。”
205. ↑  《清史稿》（卷174）:“阿蘭泰九月戊午卒。”
206. ↑  《清史稿》（卷174）:“李天馥十月己卯卒。”
207. ↑  《清史稿》（卷174）:“馬齊十一月己亥為武英殿大學士。”
208. ↑  《清史稿》（卷174）:“佛倫十一月己亥為文淵閣大學士。”
209. ↑  《清史稿》（卷174）:“熊賜履十一月己亥為東閣大學士。”
210. ↑  《清史稿》（卷174）:“佛倫三月丙申致仕。”
211. ↑  《清史稿》（卷174）:“王熙九月庚戌致仕。癸丑，加少傅。”
212. ↑  《清史稿》（卷174）:“張英十月癸酉以原官致仕。”
213. ↑  《清史稿》（卷174）:“張玉書十月己未召。”
214. ↑  《清史稿》（卷174）:“伊桑阿十一月丙寅致仕。”
215. ↑  《清史稿》（卷174）:“席哈納九月己巳自禮部尚書為文淵閣大學士。”
216. ↑  《清史稿》（卷174）:“陳廷敬四月丙申為文淵閣大學士，兼吏部尚書。”
217. ↑  《清史稿》（卷174）:“熊賜履四月丁亥病免。”
218. ↑  《清史稿》（卷174）:“吳琠五月己卯祭葬。”
219. ↑  《清史稿》（卷174）:“李光地十一月己巳自吏部尚書兼管直隸巡撫，為文淵閣大學士。”
220. ↑  《清史稿》（卷174）:“溫達十二月丙戌為文華殿大學士，兼吏部尚書。”
221. ↑  《清史稿》（卷174）:“席哈納正月癸酉致仕。”
222. ↑  《清史稿》（卷174）:“馬齊正月甲午革。”
223. ↑  《清史稿》（卷174）:“蕭永藻十一月乙巳為文華殿大學士。”
224. ↑  《清史稿》（卷174）:“陳廷敬十一月庚子致仕。”
225. ↑  《清史稿》（卷174）:“張玉書五月丙午卒。”
226. ↑  《清史稿》（卷174）:“李光地五月患病，陳廷敬暫衙門辦事。”
227. ↑  《清史稿》（卷174）:“嵩祝四月乙亥為文華殿大學士，兼禮部尚書。”
228. ↑  《清史稿》（卷174）:“王掞四月乙亥為文淵閣大學士，兼禮部尚書。”
229. ↑  《清史稿》（卷174）:“溫達正月甲子以原官致仕。十二月己巳，著仍在大學士任辦事。”
230. ↑  《清代职官年表》第一册，第35页：“溫達，六、乙酉、廿一、7.21；死（文简）。”
231. ↑  《清史稿》（卷174）:“李光地七月甲午，給假二年，仍來京辦事。”
232. ↑  《清史稿》（卷174）:“蕭永藻六月己丑，革留。”
233. ↑  《清史稿》（卷174）:“馬齊五月辛酉為武英殿大學士。”
234. ↑  《清史稿》（卷174）:“王頊齡九月丙戌為武英殿大學士，兼工部尚書。”
235. ↑  《清史稿》（卷174）:“李光地六月己丑卒。”
236. ↑  《清史稿》（卷174）:“嵩祝十二月乙亥加太子太傅。”
237. ↑  《清史稿》（卷174）:“蕭永藻十二月癸亥加太子太傅銜。”
238. ↑  《清史稿》（卷174）:“白潢十二月己巳為文華殿大學士，兼兵部尚書。”
239. ↑  《清史稿》（卷174）:“馬齊十二月乙亥加太子太傅。”
240. ↑  《清史稿》（卷174）:“富甯安十二月甲子為武英殿大學士，兼吏部尚書。”
241. ↑  梁章鉅《樞垣記略》卷廿七「（雍正七年），以内阁在太和门外，儤直者多虑漏泄事机，始设军机房于隆宗门内。」
242. ↑  莊吉發《清代奏摺制度》:「自從雍正七年設立軍需房後，先改稱軍需處或辦理軍需處，旋稱辦理軍務處。」
243. ↑  《歷史檔案》1990年4期載趙志強〈軍機處成立時間考訂〉:「至七年六月始改為軍機房。」
244. ↑  《光绪会典事例》載乾隆帝上谕:「第自雍正八年设立军机处以来五十余年，所有谕旨、批奏事件，未经发钞者尚多。」
245. ↑  錢實甫 編《清代職官年表》一冊，頁一三六
246. ↑  《清史稿》（卷114）：“雍正時，青海告警，復分其職設軍機處，議者謂與內三院無異。顧南書房翰林雖典內廷書詔，而軍國機要綜歸內閣，猶為重寄。至本章歸內閣，大政由樞臣承旨，權任漸輕矣。”
247. ↑  《清史稿》（卷288）:“八年，上以西北用兵，命設軍機房隆宗門內，以怡親王允祥、廷玉及大學士蔣廷錫領其事。嗣改稱辦理軍機處。廷玉定規制：諸臣陳奏，常事用疏，自通政司上，下內閣擬旨；要事用摺，自奏事處上，下軍機處擬旨，親禦硃筆批發。自是內閣權移於軍機處，大學士必充軍機大臣，始得預政事，日必召入對，承旨，平章政事，參與機密。”
248. ↑  《清代职官年表》第一册，第38页：“馬齊，三月，武英改。”
249. ↑  《清史稿》（卷174）:“張鵬翮二月壬子，為文華殿大學士，兼吏部尚書。”
250. ↑  《清代职官年表》第一册，第38页：“馬齊，三月，改保和。”
251. ↑  《清史稿》（卷174）:“王頊齡五月壬午加太子太傅。”
252. ↑  《清史稿》（卷174）:“王掞正月乙巳，病免。”
253. ↑  《清史稿》（卷174）:“徐元夢五月丁酉署大學士。”
254. ↑  《清史稿》（卷174）:“田從典六月癸未協理大學士。”
255. ↑  《清史稿》（卷174）:“白潢七月壬子病免。”
256. ↑  《清史稿》（卷174）:“張鵬翮二月辛卯卒。”
257. ↑  《清史稿》（卷174）:“田從典四月辛卯，為文華殿大學士。”
258. ↑  《清史稿》（卷174）:“朱軾九月甲寅為文華殿大學士，仍管吏部尚書事。”
259. ↑  《清史稿》（卷174）:“王頊齡八月乙亥卒。”
260. ↑  《清史稿》（卷174）:“高其位七月壬子為文淵閣大學士。”
261. ↑  《清代职官年表》第一册，第39页：“田從典，四、辛卯，迁文华。”
262. ↑  《清史稿》（卷174）:“張廷玉四月署大學士。”
263. ↑  《清史稿》（卷174）:“朱軾九月癸丑丁憂，著素服，仍在內閣辦事。”
264. ↑  《清史稿》（卷174）:“富甯安十一月壬子封三等侯，世襲。”
265. ↑  《清史稿》（卷174）:“高其位十一月己亥以原官致仕。”
266. ↑  《清史稿》（卷174）:“張廷玉二月辛卯，為文淵閣大學士。”
267. ↑  《清史稿》（卷174）:“徐元夢八月革。”
268. ↑  《清史稿》（卷174）:“張廷玉二月辛卯遷。”
269. ↑  《清代职官年表》第一册，第40页：“嵩祝，八月革。”
270. ↑  《清代职官年表》第一册，第40页：“張廷玉，十、戊戌、十六、11.28；文渊改。封三等勤宣伯，仍户尚、翰掌（翰林院掌院学士）。”
271. ↑  《清代职官年表》第一册，第40页：“蕭永藻，十一、乙亥、廿三、1.4；革。”
272. ↑  《清史稿》（卷174）:“富甯安四月丁亥加太子太傅。”
273. ↑  《清史稿》（卷174）:“張廷玉十月戊戌為文華殿大學士，仍管戶部尚書、翰林院學士事。”
274. ↑  《清史稿》（卷174）:“遜柱九月丙寅，為文淵閣大學士。”
275. ↑  《清史稿》（卷174）:“遜柱正月乙巳，署大學士。九月丙寅，遷。”
276. ↑  《清代职官年表》第一册，第41页：“張廷玉，三、癸亥、十三、4.21；文华改。仍兼户尚、翰掌。”
277. ↑  《清史稿》（卷174）:“張廷玉三月辛酉為保和殿大學士。”
278. ↑  《清史稿》（卷174）:“田從典三月丁巳加太子太師，老休。”
279. ↑  《清史稿》（卷174）:“富甯安五月丁卯革去世職。七月壬午，卒。”
280. ↑  《清史稿》（卷174）:“馬爾賽八月乙酉，為武英殿大學士。”
281. ↑  《清史稿》（卷174）:“蔣廷錫三月戊午為文淵閣大學士，兼戶部尚書。”
282. ↑  《清史稿》（卷174）:“尹泰正月丁巳為額外大學士。”
283. ↑  《清史稿》（卷174）:“陳元龍正月丁巳為額外大學士。”
284. ↑  《清史稿》（卷174）:“張廷玉十月戊辰加少保。”
285. ↑  《清史稿》（卷174）:“蔣廷錫十月戊辰，加太子太傅。”
286. ↑  《清史稿》（卷174）:“陳元龍正月癸酉，為文淵閣大學士，兼禮部尚書。”
287. ↑  《清史稿》（卷174）:“尹泰正月癸酉，為東閣大學士，兼兵部尚書。”
288. ↑  《清史稿》（卷174）:“馬齊十一月癸亥兼管兵部尚書。”
289. ↑  《清史稿》（卷174）:“朱軾十一月癸亥兼管兵部尚書。”
290. ↑  《清史稿》（卷174）:“張廷玉正月己丑賜扁額。”
291. ↑  《清史稿》（卷174）:“馬爾賽七月授鎮撫大將軍。”
292. ↑  《清史稿》（卷174）:“蔣廷錫正月己丑賜扁額。”
293. ↑  《清史稿》（卷174）:“鄂爾泰正月壬子為保和殿大學士。七月乙酉，賜第。丁酉，命督巡陝、甘。十二月甲子，賜扁。”
294. ↑  《清史稿》（卷174）:“馬爾賽十二月丁卯正法。”
295. ↑  《清史稿》（卷174）:“蔣廷錫七月乙巳卒。”
296. ↑  《清史稿》（卷174）:“福敏七月己酉協理大學士。”
297. ↑  《清史稿》（卷174）:“嵇曾筠四月乙卯為文華殿大學士，兼管吏部尚書，仍管河道。”
298. ↑  《清史稿》（卷174）:“孫柱七月乙未致仕。八月乙卯，卒。”
299. ↑  《清史稿》（卷174）:“陳元龍七月乙酉太子太傅致仕。”
300. ↑  《清代职官年表》第一册，第43页：“彭維新，二、壬戌、十、3.25；户尚、办理内阁事务。十二、己未、十六、1.16，解（革）。”
301. ↑  《清代职官年表》第一册，第44页：“三泰，十、己酉、七、11.2；礼尚协办。”
302. ↑  《清代职官年表》第一册，第44页：“徐本，十、己酉；工尚协办。”
303. ↑  《清史稿》（卷174）:“馬齊九月庚申致仕。”
304. ↑  《清史稿》（卷174）:“張廷玉十月丁卯封三等子。”
305. ↑  《清史稿》（卷174）:“鄂爾泰七月乙卯解任，仍食俸。十月乙酉，封一等子，世襲罔替。”
306. ↑  《清史稿》（卷174）:“查郎阿七月辛酉為文華殿大學士，兼兵部尚書。”
307. ↑  《清史稿》（卷174）:“邁柱七月辛酉為武英殿大學士，兼吏部尚書。”
308. ↑  《清代职官年表》第一册，第44页：“巴泰，二、甲子、廿三、3.17；工尚协办。五、甲子，革。”
309. ↑  《清史稿》（卷174）:“朱軾九月庚戌卒。”
310. ↑  《清史稿》（卷174）:“嵇曾筠十一月甲午加太子太傅。”
311. 1 2  《清史稿》（卷174）:“徐本十一月壬午為東閣大學士，兼禮部尚書，仍管部事。”
312. ↑  《清史稿》（卷174）:“鄂爾泰十二月庚子賞一騎都尉。癸卯，封三等伯。”
313. ↑  《清史稿》（卷174）:“張廷玉十二月庚子賞一騎都尉。癸卯，封三等伯。”
314. ↑  《清史稿》（卷174）:“邁柱十二月壬寅病免。”
315. ↑  《清史稿》（卷174）:“徐本十二月庚子賞一雲騎尉。”
316. ↑  《清代職官年表》第一冊，第46頁：“嵇曾筠……（十二月死，文敏）”
317. ↑  《清史稿》（卷174）:“福敏正月乙卯為武英殿大學士，兼工部尚書。”
318. ↑  《清代職官年表》第一冊，第46頁：“尹泰，七、丁丑、廿七、9.10；休。（旋死，文恪）”
319. ↑  《清代職官年表》第一冊，第46頁：“福敏，正、乙卯，迁武英。”
320. ↑  《清史稿》（卷174）:“鄂爾泰正月癸酉加太保。”
321. ↑  《清史稿》（卷174）:“張廷玉五月癸酉加太保。”
322. ↑  《清史稿》（卷174）:“查郎阿正月癸酉加太子太保。”
323. ↑  《清史稿》（卷174）:“福敏五月癸酉加太保。”
324. ↑  《清史稿》（卷174）:“趙國麟正月壬申為大學士。二月，授文淵閣。”
325. ↑  《清史稿》（卷174）:“徐本五月癸酉加太子太保。”
326. ↑  《清史稿》（卷174）:“訥親三月甲子協辦大學士。”
327. ↑  《清史稿》（卷174）:“趙國麟六月丙辰降。”
328. ↑  《清史稿》（卷174）:“陳世倌七月丙子為文淵閣大學士，兼工部尚書。”
329. ↑  《清史稿》（卷174）:“陳世倌十一月己酉假。”
330. ↑  《清史稿》（卷174）:“史貽直十一月己酉協辦大學士。”
331. ↑  《清代職官年表》第一冊，第49頁：“史貽直，正、辛巳、三、2.15；吏尚协办迁。”
332. ↑  《清史稿》（卷174）:“徐本六月己酉以病休，加太子太傅。”
333. ↑  《清史稿》（卷174）:“史貽直正月辛巳遷。”
334. ↑  《清史稿》（卷174）:“劉于義正月辛巳，以吏部尚書協辦大學士。”
335. ↑  《清史稿》（卷174）:“鄂爾泰三月辛巳加太傅。四月乙卯，卒。”
336. ↑  《清史稿》（卷174）:“訥親五月戊子為保和殿大學士，兼吏部尚書。”
337. ↑  《清史稿》（卷174）:“慶福十二月辛亥為文華殿大學士，仍留川陝總督任。”
338. ↑  《清史稿》（卷174）:“福敏十二月辛亥致仕，加太傅。”
339. ↑  《清史稿》（卷174）:“陳世倌三月乙未加太子太保。”
340. ↑  《清史稿》（卷174）:“史貽直三月乙未加太子太保。”
341. ↑  《清史稿》（卷174）:“訥親五月戊子遷。”
342. ↑  《清代職官年表》第一冊，第49頁：“三泰，三、己丑、十七、4.18；休。”
343. ↑  《清史稿》（卷174）:“高斌十二月辛亥協辦大學士。”
344. ↑  《清史稿》（卷174）:“查郎阿三月壬寅病休。”
345. ↑  《清史稿》（卷174）:“慶福十二月己卯革。”
346. ↑  《清代職官年表》第一冊，第50頁：“來保，十二、庚辰、廿四、1.24；吏尚协办迁大学士，未授。”
347. ↑  《清史稿》（卷174）:“高斌三月丙午為文淵閣大學士，兼吏部尚書。”
348. ↑  《清史稿》（卷174）:“高斌三月丙午遷。”
349. ↑  《清代職官年表》第一冊，第50頁：“來保，三、丙午，吏尚协办。十二、庚辰；迁大学士。”
350. ↑  《清史稿》（卷174）:“訥親四月經略四川軍務。十月壬午，革。”
351. ↑  《清史稿》（卷174）:“張廷玉十月辛丑罰俸一年。十二月辛卯，免降。”
352. ↑  《清史稿》（卷174）:“傅恒九月經略金川。十月丁亥，為保和殿大學士，兼管戶部。十二月乙酉，加太子太保。”
353. ↑  《清代職官年表》第一冊，第51頁：“來保，正、癸丑、廿八、2.26；授。”
354. ↑  《清史稿》（卷174）:“來保正月管戶部兼吏部。七月，免管吏部，兼理兵部。九月，暫管吏部。十二月辛卯，降留。”
355. ↑  《清史稿》（卷174）:“陳世倌十二月辛卯革。”
356. ↑  《清史稿》（卷174）:“史貽直正月管兵部。十二月辛卯，革留。”
357. ↑  《清史稿》（卷174）:“高斌四月癸酉革留。十二月丁酉，革大學士。”
358. ↑  《清史稿》（卷174）:“阿克敦正月協辦大學士。四月甲子，免。十二月，複任。”
359. ↑  《清史稿》（卷174）:“傅恒四月甲子協辦大學士，兼管吏部。”
360. ↑  《清史稿》（卷174）:“劉於義二月乙未卒。”
361. ↑  《清史稿》（卷174）:“陳大受四月癸酉以吏部尚書協辦大學士。九月，暫管戶部。”
362. ↑  《清史稿》（卷174）:“尹繼善十月丙午協辦大學士。十一月，授陝西總督，解。”
363. ↑  《清史稿》（卷174）:“傅恒正月丁卯封忠勇公。三月，回京，仍兼管吏、戶部。三月，兼管理藩院尚書。”
364. ↑  《清史稿》（卷174）:“張廷玉十一月戊辰致仕。”
365. ↑  《清代職官年表》第一冊，第51頁：“來保，九、辛未、廿六、11.5；武英改，仍管兵。”
366. ↑  《清史稿》（卷174）:“來保正月丙辰，加太子太傅。三月，兼管兵部尚書。七月，暫管吏、戶部。”
367. ↑  《清史稿》（卷174）:“史貽直五月，兼理工部。”
368. ↑  《清史稿》（卷174）:“阿克敦二月加太子少保。”
369. ↑  《清史稿》（卷174）:“陳大受二月加太子少傅。七月，出署直隸總督。”
370. ↑  《清史稿》（卷174）:“汪由敦十一月壬戌署協辦大學士。十二月丙戌，革。”
371. ↑  《清史稿》（卷174）:“梁詩正十二月丙戌以吏部尚書署協辦大學士。”
372. ↑  《清史稿》（卷174）:“張允隨正月丁未任大學士。乙巳，為東閣大學士，兼禮部尚書。三月丙午，加太子太保。”
373. ↑  《清史稿》（卷174）:“陳大受正月授兩廣總督。”
374. ↑  《清史稿》（卷174）:“陳世倌三月丁卯，仍入閣。四月癸巳，為文淵閣大學士，兼工部尚書。九月，管禮部。”
375. ↑  《清史稿》（卷174）:“張允隨三月庚戌卒。”
376. ↑  《清史稿》（卷174）:“梁詩正九月庚辰告養，免。”
377. ↑  《清史稿》（卷174）:“孫嘉淦九月庚辰以吏部尚書協辦大學士。”
378. ↑  《清史稿》（卷174）:“孫嘉淦十二月丁亥卒。”
379. ↑  《清史稿》（卷174）:“蔣溥十二月協辦大學士。”
380. ↑  《清史稿》（卷174）:“來保十二月辛亥予告。”
381. ↑  《清史稿》（卷174）:“傅恒五月壬辰加封一等公。”
382. ↑  《清史稿》（卷174）:“黃廷桂五月辛卯為大學士。壬子，授武英殿大學士，兼吏部尚書，仍留四川總督。”
383. ↑  《清史稿》（卷174）:“史貽直五月休致。”
384. ↑  《清代職官年表》第一冊，第54頁：“阿克敦，六、癸丑；休。”
385. ↑  《清史稿》（卷174）:“達爾党阿五月出為定邊右副將軍。十二月丙戌，免。”
386. ↑  《清史稿》（卷174）:“鄂彌達十二月丙戌以刑部尚書協辦大學士。”
387. ↑  《清史稿》（卷174）:“陳世倌十二月甲申加太子太傅。”
388. ↑  《清史稿》（卷174）:“史貽直三月甲寅仍入閣。四月癸酉，為文淵閣大學士，兼吏部尚書。十二月甲申，加太子太傅。”
389. ↑  《清史稿》（卷174）:“鄂彌達十二月加太子太保。”
390. ↑  《清史稿》（卷174）:“黃廷桂七月丙午加少保。十二月甲寅，封三等伯。”
391. ↑  《清史稿》（卷174）:“陳世倌四月庚午卒。”
392. ↑  《清史稿》（卷174）:“黃廷桂正月己亥卒。”
393. ↑  《清史稿》（卷174）:“蔣溥正月癸卯為大學士，兼管戶部尚書。庚戌，為東閣大學士。”
394. ↑  《清史稿》（卷174）:“蔣溥正月癸卯遷。”
395. ↑  《清史稿》（卷174）:“劉統勳正月癸卯，以吏部尚書協辦大學士。”
396. ↑  《清史稿》（卷174）:“蔣溥四月己卯卒。”
397. ↑  《清史稿》（卷174）:“劉統勳五月癸巳，為大學士，管禮部。丁未，授東閣大學士，兼管禮部尚書。”
398. ↑  《清史稿》（卷174）:“鄂彌達七月辛丑卒。”
399. ↑  《清史稿》（卷174）:“劉統勳五月癸巳遷。”
400. ↑  《清史稿》（卷174）:“兆惠七月辛丑協辦大學士。”
401. ↑  《清史稿》（卷174）:“梁詩正五月以吏部尚書協辦大學士。”
402. ↑  《清史稿》（卷174）:“史貽直五月庚午卒。”
403. ↑  《清史稿》（卷174）:“梁詩正六月壬寅為東閣大學士，兼吏部尚書。十月甲申，加太子太傅。十一月丁卯，卒。”
404. ↑  《清史稿》（卷174）:“楊廷璋十一月己卯為大學士。十二月，授體仁閣大學士。仍留閩浙總督任。”
405. ↑  《清史稿》（卷174）:“梁詩正六月壬寅遷。”
406. ↑  《清史稿》（卷174）:“劉綸六月以戶部尚書協辦大學士。”
407. ↑  《清史稿》（卷174）:“來保二月卒。”
408. ↑  《清史稿》（卷174）:“尹繼善四月壬午為大學士，任文華殿大學士，兼兵部尚書，仍留兩江。”
409. ↑  《清史稿》（卷174）:“楊應琚七月辛亥，為東閣大學士，留陝甘總督。”
410. ↑  《清史稿》（卷174）:“楊廷璋七月辛亥改散秩大臣。”
411. ↑  《清史稿》（卷174）:“兆惠十一月乙丑卒。”
412. ↑  《清史稿》（卷174）:“阿里衮十一月乙丑以戶部尚書協辦大學士。”
413. ↑  《清史稿》（卷174）:“陳宏謀七月為添設協辦大學士。”
414. ↑  《清史稿》（卷174）:“劉綸正月憂免。”
415. ↑  《清史稿》（卷174）:“莊有恭正月以刑部尚書協辦大學士。”
416. ↑  《清史稿》（卷174）:“莊有恭正月革。”
417. ↑  《清史稿》（卷174）:“楊應琚三月辛巳革。”
418. ↑  《清史稿》（卷174）:“陳宏謀三月辛巳，為東閣大學士，兼理工部尚書。”
419. ↑  《清史稿》（卷174）:“陳宏謀三月遷。”
420. ↑  《清史稿》（卷174）:“劉綸三月以吏部尚書協辦大學士。”
421. ↑  《清史稿》（卷174）:“傅恒二月經略緬甸軍務。”
422. ↑  《清史稿》（卷174）:“阿里衮二月授征緬甸副將軍。”
423. ↑  《清史稿》（卷174）:“阿里衮正月協辦征緬事宜。十一月，卒於軍。”
424. ↑  《清史稿》（卷174）:“官保正月協辦大學士。”
425. ↑  《清史稿》（卷174）:“傅恒七月丁巳卒。”
426. ↑  《清史稿》（卷174）:“阿爾泰九月丙午為武英殿大學士，兼吏部尚書，仍留辦四川總督事。”
427. ↑  《清史稿》（卷174）:“尹繼善四月壬辰卒。”
428. ↑  《清史稿》（卷174）:“高晉五月壬戌為文華殿大學士，兼禮部尚書，仍留兩江總督任。”
429. ↑  《清史稿》（卷174）:“阿爾泰十一月丙辰革。”
430. ↑  《清史稿》（卷174）:“溫福十一丙辰授大學士。十二月戊辰，為武英殿大學士，兼兵部尚書。”
431. ↑  《清史稿》（卷174）:“劉綸二月辛卯為文淵閣大學士，兼工部尚書。”
432. ↑  《清史稿》（卷174）:“陳宏謀二月辛巳致仕，加太子太傅。六月壬午，卒。”
433. ↑  《清史稿》（卷174）:“劉綸二月遷。”
434. ↑  《清史稿》（卷174）:“于敏中二月辛卯以戶部尚書協辦。”
435. ↑  《清史稿》（卷174）:“于敏中八月戊子為文華殿大學士，兼戶部尚書，仍管戶部。”
436. ↑  《清史稿》（卷174）:“溫福四月加太子太保。六月，陣亡。”
437. ↑  《清史稿》（卷174）:“舒赫德七月甲子為武英殿大學士，兼刑部尚書。十一月，管吏部，仍兼刑部。”
438. ↑  《清史稿》（卷174）:“李侍堯十二月辛丑為武英殿大學士，仍管兩廣總督事。”
439. ↑  《清史稿》（卷174）:“劉綸六月癸丑卒。”
440. ↑  《清史稿》（卷174）:“劉統勳十一月辛未卒。”
441. ↑  《清史稿》（卷174）:“官保九月，吏部尚書。”
442. ↑  《清史稿》（卷174）:“于敏中八月戊子，遷。”
443. ↑  《清代職官年表》第一冊，第63頁：“程景伊，八、己丑；吏尚授。”
444. ↑  《清史稿》（卷174）:“官保正月丁巳病免。”
445. ↑  《清史稿》（卷174）:“阿桂正月丁巳以吏部尚書協辦大學士。”
446. ↑  《清史稿》（卷174）:“舒赫德四月丁巳卒。”
447. ↑  《清史稿》（卷174）:“阿桂五月丁亥為武英殿大學士兼禮部尚書。”
448. ↑  《清史稿》（卷174）:“阿桂正月往雲南。五月，遷。”
449. ↑  《清史稿》（卷174）:“英廉正月署。五月，協辦。”
450. ↑  《清史稿》（卷174）:“高晉正月乙未卒。”
451. ↑  《清史稿》（卷174）:“于敏中十二月戊午卒。”
452. ↑  《清史稿》（卷174）:“程景伊十二月己巳為文淵閣大學士，兼禮部尚書。”
453. ↑  《清代職官年表》第一冊，第66頁：“三寶，正、乙未；湖督（湖广总督）授，留任。三、戊戌、十四、4.29；改闽督（闽浙总督），仍留任。”
454. ↑  《清史稿》（卷174）:“程景伊十二月遷。”
455. ↑  《清史稿》（卷174）:“嵇璜十二月己巳以吏部尚書協辦大學士。”
456. ↑  《清史稿》（卷174）:“李侍堯三月丁酉革。”
457. ↑  《清史稿》（卷174）:“程景伊八月乙卯卒。”
458. ↑  《清史稿》（卷174）:“嵇璜九月戊寅為文淵閣大學士，兼兵部尚書。”
459. ↑  《清史稿》（卷174）:“英廉三月辛丑補大學士。四月甲子，為東閣大學士，兼戶部尚書。”
460. ↑  《清史稿》（卷174）:“英廉三月遷。”
461. ↑  《清史稿》（卷174）:“嵇璜九月戊寅遷。”
462. ↑  《清史稿》（卷174）:“永貴三月以尚書協辦大學士。”
463. ↑  《清史稿》（卷174）:“蔡新九月以吏部尚書協辦大學士。”
464. ↑  《清史稿》（卷174）:“嵇璜八月甲戌，加太子太保。”
465. ↑  《清史稿》（卷174）:“英廉八月甲戌加太子太保。”
466. ↑  《清史稿》（卷174）:“蔡新七月乙卯補大學士。八月己巳，為文華殿大學士，兼吏部尚書。”
467. ↑  《清史稿》（卷174）:“英廉八月庚寅卒。”
468. ↑  《清史稿》（卷174）:“永貴五月丙午卒。”
469. ↑  《清史稿》（卷174）:“蔡新七月乙卯遷。”
470. ↑  《清史稿》（卷174）:“伍彌泰五月丁未協辦大學士。”
471. ↑  《清史稿》（卷174）:“梁國治七月乙卯以尚書協辦大學士。”
472. ↑  《清史稿》（卷174）:“三寶六月壬寅卒。”
473. ↑  《清史稿》（卷174）:“伍彌泰七月癸酉為東閣大學士，兼吏部尚書。	”
474. ↑  《清史稿》（卷174）:“伍彌泰七月癸酉遷。”
475. ↑  《清史稿》（卷174）:“和珅七月癸酉以吏部尚書協辦大學士。”
476. ↑  《清史稿》（卷174）:“蔡新四月戊戌致仕，晉加太子太傅。”
477. ↑  《清史稿》（卷174）:“梁國治五月丙子為東閣大學士，兼戶部尚書。”
478. ↑  《清史稿》（卷174）:“梁國治五月丙子遷。”
479. ↑  《清史稿》（卷174）:“劉墉五月丙子以尚書協辦大學士。”
480. ↑  《清史稿》（卷174）:“和珅閏七月庚寅為文華殿大學士，兼吏部尚書，管戶部兼吏部。”
481. ↑  《清史稿》（卷174）:“伍彌泰閏七月庚辰卒。”
482. ↑  《清史稿》（卷174）:“梁國治十二月壬子卒。”
483. ↑  《清史稿》（卷174）:“和珅閏七月遷。”
484. ↑  《清史稿》（卷174）:“福康安七月以吏部尚書協辦大學士，仍留陝甘總督。九月，召。”
485. ↑  《清史稿》（卷174）:“王杰正月丁亥，補大學士。癸巳，為東閣大學士，兼禮部尚書，管禮部。”
486. ↑  《清史稿》（卷174）:“福康安八月授將軍，剿臺灣逆匪林爽文。”
487. ↑  《清史稿》（卷174）:“福康安十月署閩浙總督。”
488. ↑  《清史稿》（卷174）:“福康安正月調兩廣總督。”
489. ↑  《清史稿》（卷174）:“劉墉三月乙丑降。”
490. ↑  《清史稿》（卷174）:“王杰十一月加太子太保。”
491. ↑  《清史稿》（卷174）:“福康安十一月授將軍，征廓爾喀。”
492. ↑  《清史稿》（卷174）:“彭元瑞十二月戊辰以尚書協辦大學士。”
493. ↑  《清史稿》（卷174）:“彭元瑞四月辛未革。”
494. ↑  《清史稿》（卷174）:“孫士毅四月辛未以吏部尚書協辦大學士。”
495. ↑  《清史稿》（卷174）:“福康安八月癸酉授大學士。戊子，為武英殿大學士，兼吏部尚書。三月，加大將軍。”
496. ↑  《清史稿》（卷174）:“孫士毅八月癸酉授大學士。戊子，為文淵閣大學士，兼禮部尚書。”
497. ↑  《清史稿》（卷174）:“福康安八月遷。”
498. ↑  《清史稿》（卷174）:“孫士毅八月遷。”
499. ↑  《清史稿》（卷174）:“福康安七月調雲貴總督。”
500. ↑  《清史稿》（卷174）:“嵇璜七月丙午卒。”
501. ↑  《清史稿》（卷174）:“孫士毅三月署四川總督。”
502. ↑  《清史稿》（卷175）:“阿桂九月壬戌辭兼管兵部。”
503. ↑  《清史稿》（卷175）:“福康安五月壬申卒。”
504. ↑  《清史稿》（卷175）:“孫士毅七月辛亥卒。”
505. ↑  《清代职官年表》第一册，第75页：“董誥，十、己卯；戶尚遷。十一、甲辰、三、12.1；兼管戶。十一、丙午、五、12.3；授，管禮。”
506. ↑  《清史稿》（卷175）:“阿桂八月己未卒。”
507. ↑  《清史稿》（卷175）:“董誥三月壬戌丁憂。”
508. ↑  《清史稿》（卷175）:“蘇淩阿九月甲申任東閣大學士。”
509. ↑  《清代职官年表》第一册，第75页：“劉墉，三、癸亥；吏尚遷。四、辛未、一、4.27；授。”
510. ↑  《清史稿》（卷175）:“保寧十二月協辦大學士，仍留伊犁將軍。”
511. ↑  《清史稿》（卷175）:“和珅八月戊戌封公爵。”
512. ↑  《清史稿》（卷175）:“和珅正月丁卯，科道列糾劾，下獄。”
513. ↑  《清史稿》（卷175）:“董誥五月甲申服闋，授文華殿大學士。二月己亥，加太子太保。九月庚午，加太子太傅。”
514. ↑  《清史稿》（卷175）:“保寧正月戊辰任武英殿大學士。二月，加太子太保。”
515. ↑  《清史稿》（卷175）:“慶桂三月己未任文淵閣大學士，管刑部。九月庚申，加太子太傅。”
516. ↑  《清史稿》（卷175）:“蘇淩阿正月乙亥以原品致仕。”
517. ↑  《清史稿》（卷175）:“劉墉二月己亥加太子少保。”
518. ↑  《清史稿》（卷175）:“保寧正月遷。”
519. ↑  《清史稿》（卷175）:“慶桂正月戊辰，以刑部尚書協辦大學士。”
520. ↑  《清史稿》（卷175）:“書麟三月癸亥，協辦大學士。”
521. ↑  《清史稿》（卷175）:“董誥六月丁卯管刑部。”
522. ↑  《清史稿》（卷175）:“慶桂四月管吏部。”
523. ↑  《清史稿》（卷175）:“書麟四月卒。”
524. ↑  《清史稿》（卷175）:“吉慶四月協辦大學士，仍留兩廣總督。”
525. ↑  《清史稿》（卷175）:“董誥十二月癸丑，賞給騎都尉世職。”
526. ↑  《清史稿》（卷175）:“慶桂十二月癸丑賞給騎都尉世職。”
527. ↑  《清史稿》（卷175）:“王杰七月甲申致仕，加太子太傅，食俸十年。”
528. ↑  《清史稿》（卷175）:“吉慶十月降。”
529. ↑  《清史稿》（卷175）:“琳寧十一月以吏部尚書協辦大學士，加太子少保。”
530. ↑  《清史稿》（卷175）:“朱珪八月以戶部尚書協辦。”
531. ↑  《清史稿》（卷175）:“劉墉十二月庚辰卒。”
532. ↑  《清史稿》（卷175）:“琳寧六月免。”
533. ↑  《清史稿》（卷175）:“祿康六月協辦。”
534. ↑  《清史稿》（卷175）:“朱珪正月辛亥任體仁閣大學士，管工部事。”
535. ↑  《清史稿》（卷175）:“朱珪正月遷。”
536. ↑  《清史稿》（卷175）:“紀昀正月授。二月，卒。”
537. ↑  《清史稿》（卷175）:“劉權之二月授。閏六月，降。”
538. ↑  《清史稿》（卷175）:“費淳閏六月授。”
539. ↑  《清史稿》（卷175）:“保甯十月丁酉疾免，令食公爵全俸。”
540. ↑  《清史稿》（卷175）:“祿康十一月己未任東閣大學士，管戶部。”
541. ↑  《清史稿》（卷175）:“朱珪十二月戊寅卒。”
542. ↑  《清史稿》（卷175）:“祿康十一月遷。”
543. ↑  《清史稿》（卷175）:“長麟十一月授。”
544. ↑  《清代职官年表》第一册，第80页：“費淳，正、丁卯、廿五、3.3；授，管工。”
545. ↑  《清史稿》（卷175）:“費淳正月遷。”
546. ↑  《清史稿》（卷175）:“戴衢亨正月授。”
547. ↑  《清史稿》（卷175）:“董誥正月辛酉，加太子太師。”
548. ↑  《清史稿》（卷175）:“慶桂正月辛酉加太子太師。”
549. ↑  《清史稿》（卷175）:“祿康十二月辛丑降。”
550. ↑  《清史稿》（卷175）:“費淳十二月庚戌降。”
551. ↑  《清代职官年表》第一册，第81页：“長麟，（刑尚）（兼翰掌）十二、辛丑；革協。”
552. ↑  《清史稿》（卷175）:“祿康十二月降授。”
553. ↑  《清史稿》（卷175）:“勒保正月庚辰任武英殿大學士，五月癸亥，革降。”
554. ↑  《清史稿》（卷175）:“慶桂五月管戶部。”
555. ↑  《清史稿》（卷175）:“祿康五月癸亥仍複東閣大學士，管吏部。”
556. ↑  《清史稿》（卷175）:“戴衢亨五月癸酉任體仁閣大學士，管工部。”
557. ↑  《清史稿》（卷175）:“明亮五月授。”
558. ↑  《清史稿》（卷175）:“劉權之正月複授。”
559. ↑  《清史稿》（卷175）:“勒保六月丁巳任武英殿大學士，管吏部。”
560. ↑  《清史稿》（卷175）:“祿康六月癸丑革。”
561. ↑  《清史稿》（卷175）:“戴衢亨四月戊申卒。”
562. ↑  《清史稿》（卷175）:“劉權之五月辛巳任體仁閣大學士，管工部。”
563. ↑  《清史稿》（卷175）:“明亮六月革。”
564. ↑  《清史稿》（卷175）:“松筠六月授。”
565. ↑  《清史稿》（卷175）:“鄒炳泰五月授。”
566. ↑  《清史稿》（卷175）:“慶桂九月癸未休。”
567. ↑  《清史稿》（卷175）:“松筠九月甲申任東閣大學士，仍兼伊犁將軍。”
568. ↑  《清史稿》（卷175）:“劉權之九月癸未，休。”
569. ↑  《清史稿》（卷175）:“曹振鏞九月甲申任體仁閣大學士，管工部。”
570. ↑  《清史稿》（卷175）:“托津九月授。”
571. ↑  《清史稿》（卷175）:“鄒炳泰九月降。”
572. ↑  《清史稿》（卷175）:“曹振鏞九月授。”
573. ↑  《清史稿》（卷175）:“百齡九月授。”
574. ↑  《清史稿》（卷175）:“勒保八月辛未病休。”
575. ↑  《清代职官年表》第一册，第84页：“松筠，八、己亥、十七、9.30；東閣改。”
576. ↑  《清代职官年表》第一册，第84页：“松筠，八、己亥；改武英。”
577. ↑  《清史稿》（卷175）:“託津八月辛未任東閣大學士，管戶部。九月癸巳，加太子太保。”
578. ↑  《清史稿》（卷175）:“明亮八月以兵部尚書協辦。”
579. ↑  《清史稿》（卷175）:“百齡十二月革。”
580. ↑  《清史稿》（卷175）:“章煦十二月授。”
581. ↑  《清史稿》（卷175）:“松筠九月乙未朔複太子太保。”
582. ↑  《清史稿》（卷175）:“董誥六月管刑部。”
583. ↑  《清史稿》（卷175）:“松筠六月甲戌革。”
584. ↑  《清史稿》（卷175）:“明亮六月甲戌任武英殿大學士，管兵部。辛巳，加太子太保。”
585. ↑  《清史稿》（卷175）:“托津六月管理藩院。”
586. ↑  《清史稿》（卷175）:“伯麟六月甲戌協辦，仍留雲貴總督。”
587. ↑  《清史稿》（卷175）:“章煦三月病免。”
588. ↑  《清史稿》（卷175）:“戴均元三月授。”
589. ↑  《清史稿》（卷175）:“董誥二月乙亥以疾致仕。”
590. ↑  《清史稿》（卷175）:“章煦三月庚戌任文淵閣大學士，管刑部。”
591. ↑  《清史稿》（卷175）:“章煦二月癸卯以疾致仕。”
592. ↑  《清史稿》（卷175）:“戴均元二月癸卯任文淵閣大學士，加太子太保，管理刑部。”
593. ↑  《清史稿》（卷175）:“戴均元二月遷。”
594. ↑  《清史稿》（卷175）:“吳璥二月授。”
595. ↑  《清史稿》（卷175）:“明亮四月癸巳致仕。”
596. ↑  《清代职官年表》第一册，第87页：“曹振鏞，五、甲子、十五，6.14；體仁改。”
597. ↑  《清史稿》（卷175）:“託津三月己巳加太子太傅。”
598. ↑  《清史稿》（卷175）:“曹振鏞三月己巳加太子太傅。”
599. ↑  《清史稿》（卷175）:“伯麟五月己未任體仁閣大學士，兼管兵部。”
600. ↑  《清史稿》（卷175）:“伯麟五月遷。”
601. ↑  《清史稿》（卷175）:“長齡五月庚子協辦大學士，仍留陝甘總督任。”
602. ↑  《清史稿》（卷175）:“吳璥二月戊戌予告。”
603. ↑  《清史稿》（卷175）:“孫玉庭二月庚子協辦大學士，仍留兩江總督任。”
604. ↑  《清史稿》（卷175）:“長齡六月戊辰任文華殿大學士，兼管理藩院事。”
605. ↑  《清史稿》（卷175）:“伯麟六月癸丑休，仍充實錄館總裁。”
606. ↑  《清史稿》（卷175）:“長齡六月遷。”
607. ↑  《清史稿》（卷175）:“英和六月戊辰以戶部尚書協辦大學士。”
608. ↑  《清史稿》（卷175）:“戴均元三月戊辰，太子太保。七月辛巳，休。”
609. ↑  《清史稿》（卷175）:“孫玉庭閏七月丁未任體仁閣大學士。”
610. ↑  《清史稿》（卷175）:“孫玉庭閏七月遷。”
611. ↑  《清史稿》（卷175）:“蔣攸銛閏七月丁未協辦大學士，仍留直隸總督任。”
612. ↑  《清史稿》（卷175）:“孫玉庭六月戊午降。”
613. ↑  《清史稿》（卷175）:“蔣攸銛六月戊午任體仁閣大學士，仍留直隸總督任。十一月，召入，管刑部。”
614. ↑  《清史稿》（卷175）:“蔣攸銛六月遷。”
615. ↑  《清史稿》（卷175）:“汪廷珍六月戊午以尚書協辦。”
616. ↑  《清史稿》（卷175）:“長齡五月管戶部。”
617. ↑  《清史稿》（卷175）:“曹振鏞七月壬申晉太子太師。”
618. ↑  《清史稿》（卷175）:“託津五月管刑部。”
619. ↑  《清史稿》（卷175）:“蔣攸銛五月授兩江總督。七月壬申加太子太保。”
620. ↑  《清史稿》（卷175）:“英和七月己未免。”
621. ↑  《清史稿》（卷175）:“富俊七月己未以理藩院尚書協辦。”
622. ↑  《清史稿》（卷175）:“汪廷珍七月卒。”
623. ↑  《清史稿》（卷175）:“盧蔭溥七月丁巳以吏部尚書協辦。”
624. ↑  《清史稿》（卷175）:“長齡二月丁丑封二等威勇公。五月庚戌，晉太保，賞三眼花翎。”
625. ↑  《清史稿》（卷175）:“曹振鏞正月乙丑晉加太傅銜，賞用紫韁。”
626. ↑  《清史稿》（卷175）:“蔣攸銛正月丙寅晉太子太傅。”
627. ↑  《清史稿》（卷175）:“曹振鏞十月賞還雙眼花翎。”
628. ↑  《清史稿》（卷175）:“託津十二月解管刑部。”
629. ↑  《清史稿》（卷175）:“蔣攸銛九月丁丑免。”
630. ↑  《清史稿》（卷175）:“盧蔭溥九月戊寅任體仁閣大學士。”
631. ↑  《清史稿》（卷175）:“盧蔭溥九月遷。”
632. ↑  《清史稿》（卷175）:“李鴻賓九月戊寅協辦，仍留兩廣總督。”
633. ↑  《清史稿》（卷175）:“長齡十二月管兵部。”
634. ↑  《清史稿》（卷175）:“託津十一月丙辰病免。”
635. ↑  《清史稿》（卷175）:“富俊十二月乙酉任東閣大學士，管兵部。丁亥，改管理藩院。”
636. ↑  《清史稿》（卷175）:“富俊十二月遷。”
637. ↑  《清史稿》（卷175）:“文孚十二月乙酉以尚書協辦。”
638. ↑  《清史稿》（卷175）:“李鴻賓八月甲午革。”
639. ↑  《清史稿》（卷175）:“阮元八月甲午協辦，仍留雲貴總督。”
640. ↑  《清史稿》（卷175）:“盧蔭溥三月丙子，致仕，加太子太保，在籍食俸。”
641. ↑  《清史稿》（卷175）:“潘世恩四月己酉任體仁閣大學士。”
642. ↑  《清史稿》（卷175）:“富俊正月丁卯加恩在紫禁城內乘車轎。二月乙丑，卒。贈太子太傅。”
643. ↑  《清史稿》（卷175）:“文孚十一月丙戌任東閣大學士，管吏部事。”
644. ↑  《清史稿》（卷175）:“文孚十一月遷。”
645. ↑  《清史稿》（卷175）:“穆彰阿十二月授。”
646. ↑  《清史稿》（卷175）:“長齡正月解管戶部。”
647. ↑  《清史稿》（卷175）:“曹振鏞正月戊子卒。”
648. ↑  《清代职官年表》第一册，第94页：“文孚，二、甲寅、廿五、3.23；東閣改。”
649. ↑  《清史稿》（卷175）:“文孚七月管吏部。”
650. ↑  《清代职官年表》第一册，第94页：“潘世恩，二、甲寅；體仁改。”
651. ↑  《清史稿》（卷175）:“潘世恩七月管戶部。”
652. ↑  《清史稿》（卷175）:“阮元二月己亥，任體仁閣大學士，管兵部。”
653. ↑  《清史稿》（卷175）:“穆彰阿七月管工部。”
654. ↑  《清史稿》（卷175）:“王鼎二月己亥以戶部尚書協辦，管刑部。”
655. ↑  《清史稿》（卷175）:“穆彰阿七月庚子任武英殿大學士，管理工部。”
656. ↑  《清史稿》（卷175）:“文孚七月丙申致仕。”
657. ↑  《清史稿》（卷175）:“穆彰阿七月遷。”
658. ↑  《清史稿》（卷175）:“琦善七月庚子協辦，仍留直隸總督。”
659. ↑  《清史稿》（卷175）:“潘世恩正月己卯，太子太保。”
660. ↑  《清史稿》（卷175）:“長齡正月乙亥卒。”
661. ↑  《清代职官年表》第一册，第96页：“穆彰阿，（兼翰掌）五、丙寅、廿六、7.17；武英改。”
662. ↑  《清史稿》（卷175）:“穆彰阿五月癸丑改文華殿大學士。八月壬辰，丁母憂。”
663. ↑  《清代职官年表》第一册，第96页：“潘世恩，（兼翰掌）五、丙寅；東閣改。”
664. ↑  《清史稿》（卷175）:“琦善二月癸卯任文淵閣大學士，仍留直隸總督。”
665. ↑  《清史稿》（卷175）:“潘世恩五月癸丑改武英殿大學士。”
666. ↑  《清史稿》（卷175）:“王鼎五月癸丑任東閣大學士，仍管刑部。”
667. ↑  《清史稿》（卷175）:“阮元五月癸丑致仕。”
668. ↑  《清史稿》（卷175）:“伊裡布二月癸卯協辦，仍留雲貴總督。”
669. ↑  《清史稿》（卷175）:“王鼎五月遷。”
670. ↑  《清史稿》（卷175）:“湯金釗五月癸丑以戶部尚書協辦。”
671. ↑  《清史稿》（卷175）:“王鼎正月壬辰加太子太保。”
672. ↑  《清史稿》（卷175）:“琦善正月辛亥革。”
673. ↑  《清史稿》（卷175）:“寶興二月戊辰任文淵閣大學士，仍留四川總督。”
674. ↑  《清史稿》（卷175）:“王鼎七月赴河南籌辦河工。”
675. ↑  《清史稿》（卷175）:“伊裡布二月革。”
676. ↑  《清史稿》（卷175）:“奕經二月授。”
677. ↑  《清史稿》（卷175）:“湯金釗閏三月戊寅降。”
678. ↑  《清史稿》（卷175）:“卓秉恬閏三月戊寅以吏部尚書協辦大學士。”
679. ↑  《清史稿》（卷175）:“王鼎二月加太子太師。四月，卒。”
680. ↑  《清史稿》（卷175）:“奕經十月甲午革。”
681. ↑  《清史稿》（卷175）:“敬徵十月乙未以戶部尚書協辦。”
682. ↑  《清史稿》（卷175）:“卓秉恬十二月戊申任體仁閣大學士。”
683. ↑  《清史稿》（卷175）:“卓秉恬十二月遷。”
684. ↑  《清史稿》（卷175）:“陳官俊十二月戊申以吏部尚書協辦。”
685. ↑  《清史稿》（卷175）:“卓秉恬七月辛未管兵部事。”
686. ↑  《清史稿》（卷175）:“敬徵二月革。”
687. ↑  《清史稿》（卷175）:“耆英二月授。”
688. ↑  《清史稿》（卷175）:“寶興十二月入覲，留管刑部。”
689. ↑  《清史稿》（卷175）:“潘世恩正月丁丑晉加太傅銜，賞用紫韁。”
690. ↑  《清史稿》（卷175）:“寶興正月丁丑加太保銜。十月甲寅，卒。”
691. ↑  《清史稿》（卷175）:“耆英十一月己卯任文淵閣大學士，管兵部。”
692. ↑  《清史稿》（卷175）:“耆英十一月遷。”
693. ↑  《清史稿》（卷175）:“琦善十月複任。”
694. ↑  《清史稿》（卷175）:“陳官俊七月卒。”
695. ↑  《清史稿》（卷175）:“祁寯藻七月授。”
696. ↑  《清史稿》（卷175）:“穆彰阿十月乙酉革。”
697. ↑  《清史稿》（卷175）:“潘世恩六月癸丑致仕。”
698. ↑  《清代职官年表》第一册，第102页：“卓秉恬，六、丙午、十、7.18；體仁改。”
699. ↑  《清史稿》（卷175）:“耆英十月乙酉降。”
700. ↑  《清史稿》（卷175）:“卓秉恬六月庚午改武英殿大學士。”
701. ↑  《清史稿》（卷175）:“祁寯藻六月癸亥任大學士。庚午，為體仁閣大學士。”
702. ↑  《清史稿》（卷175）:“賽尚阿十月授。”
703. ↑  《清史稿》（卷175）:“祁寯藻六月遷。”
704. ↑  《清史稿》（卷175）:“杜受田六月授。”
705. ↑  《清史稿》（卷175）:“賽尚阿正月戊子任大學士，管戶部。戊申，為文華殿大學士。”
706. ↑  《清史稿》（卷175）:“祁寯藻正月戊子管工部。”
707. ↑  《清史稿》（卷175）:“琦善五月革。”
708. ↑  《清史稿》（卷175）:“裕誠五月以戶部尚書協辦。”
709. ↑  《清史稿》（卷175）:“杜受田五月管戶部。”
710. ↑  《清史稿》（卷175）:“賽尚阿九月戊申革。”
711. ↑  《清代职官年表》第一册，第103页：“裕誠……九、己酉；文淵改。十一、甲子、十八、12.28；管藩（理藩院）。”
712. ↑  《清史稿》（卷175）:“卓秉恬九月壬子改管工部。”
713. ↑  《清史稿》（卷175）:“裕誠正月辛酉，大學士，管兵部。辛未，為文淵閣大學士。三月壬子，加太子太保。”
714. ↑  《清史稿》（卷175）:“訥爾經額九月辛亥，大學士。壬戌，為文淵閣大學士，仍留直隸總督。”
715. ↑  《清史稿》（卷175）:“祁寯藻三月壬子加太子太保。九月壬子，改管戶部。”
716. ↑  《清代职官年表》第一册，第103页：“（宗室）禧恩，九、辛亥；户尚授。十一、甲子、十八、12.28；死（文庄）。”
717. ↑  《清史稿》（卷175）:“杜受田七月卒。”
718. ↑  《清史稿》（卷175）:“賈楨九月授。”
719. ↑  《清史稿》（卷175）:“訥爾經額九月丙午革，仍留直隸辦理防剿事宜。”
720. ↑  《清史稿》（卷175）:“祁寯藻十一月庚寅致仕。”
721. ↑  《清史稿》（卷175）:“賈楨十一月庚寅為大學士，管戶部。十二月，為體仁閣大學士。”
722. ↑  《清史稿》（卷175）:“賈楨十一月遷。”
723. ↑  《清史稿》（卷175）:“卓秉恬九月癸亥卒。”
724. ↑  《清代职官年表》第一册，第104页：“賈楨，（兼翰掌）十二、戊申、十九、1.26；體仁改。”
725. ↑  《清史稿》（卷175）:“文慶十二月乙巳任大學士，管戶部。戊申，為文淵閣大學士。”
726. ↑  《清史稿》（卷175）:“賈楨十二月戊申改武英殿大學士。”
727. ↑  《清史稿》（卷175）:“葉名琛十二月乙巳任大學士。戊申，為體仁閣大學士，仍留兩廣總督。”
728. ↑  《清史稿》（卷175）:“文慶九月己巳以戶部尚書協辦。十二月，遷。”
729. ↑  《清史稿》（卷175）:“桂良十二月乙巳協辦。”
730. ↑  《清史稿》（卷175）:“葉名琛九月己巳以兩廣總督協辦。十二月，遷。”
731. ↑  《清史稿》（卷175）:“彭蘊章十二月乙巳協辦。”
732. ↑  《清史稿》（卷175）:“文慶十一月乙丑為武英殿大學士。辛未，卒。”
733. ↑  《清史稿》（卷175）:“賈楨六月憂免。”
734. ↑  《清代职官年表》第一册，第105页：“文慶，（兼翰掌）十一、乙丑；改武英。”
735. ↑  《清史稿》（卷175）:“彭蘊章十一月乙卯任大學士，管工部。乙丑，為文淵閣大學士。”
736. ↑  《清史稿》（卷175）:“桂良十二月己酉任大學士，為東閣大學士。”
737. ↑  《清史稿》（卷175）:“柏葰十二月以尚書協辦大學士。”
738. ↑  《清史稿》（卷175）:“翁心存十一月乙卯以尚書協辦。”
739. ↑  《清史稿》（卷175）:“葉名琛十二月庚戌革。”
740. ↑  《清代职官年表》第一册，第106页：“裕誠，五、戊子、十四、6.24；死（文端）。”
741. ↑  《清代职官年表》第一册，第106页：“桂良，九、癸巳、廿一、10.27；东阁改。”
742. ↑  《清代职官年表》第一册，第106页：“彭蘊章，九、癸巳；文渊改。”
743. ↑  《清史稿》（卷175）:“彭蘊章九月癸巳改武英殿大學士。”
744. ↑  《清代职官年表》第一册，第106页：“柏葰，（兼翰掌）九、癸巳；授，管兵。十、戊辰、廿六、12.1；革（杀）。”
745. ↑  《清史稿》（卷175）:“瑞麟十二月庚午任大學士，管禮部。”
746. ↑  《清史稿》（卷175）:“桂良九月癸巳改文華殿大學士。”
747. ↑  《清史稿》（卷175）:“翁心存九月壬午任大學士，管戶部。癸巳，為體仁閣大學士。”
748. ↑  《清史稿》（卷175）:“柏葰九月遷。”
749. ↑  《清史稿》（卷175）:“官文九月壬午以湖廣總督協辦大學士。”
750. ↑  《清史稿》（卷175）:“翁心存九月遷。”
751. ↑  《清史稿》（卷175）:“周祖培九月壬午以吏部尚書協辦大學士。”
752. ↑  《清史稿》（卷175）:“瑞麟正月為文淵閣大學士。五月，管戶部。”
753. ↑  《清史稿》（卷175）:“翁心存五月辛卯病免。”
754. ↑  《清史稿》（卷175）:“賈楨五月甲午任大學士，管兵部。六月庚戌，體仁閣大學士。”
755. ↑  《清史稿》（卷175）:“彭蘊章九月癸巳病免。”
756. ↑  《清史稿》（卷175）:“瑞麟八月己丑革。”
757. ↑  《清史稿》（卷175）:“官文十二月丙戌任大學士，仍留湖廣總督。”
758. ↑  《清史稿》（卷175）:“周祖培十二月丙戌為大學士，管戶部。”
759. ↑  《清史稿》（卷175）:“肅順十二月丙戌以戶部尚書協辦大學士。”
760. ↑  《清史稿》（卷175）:“周祖培十二月遷。”
761. ↑  《清代职官年表》第一册，第107页：“賈楨，（兼翰掌）正月，體仁改。”
762. ↑  《清史稿》（卷175）:“官文正月為文淵閣大學士。八月辛巳，加太子太保銜。”
763. ↑  《清史稿》（卷175）:“賈楨正月為武英殿大學士。”
764. ↑  《清史稿》（卷175）:“周祖培正月為體仁閣大學士。”
765. ↑  《清史稿》（卷175）:“肅順九月革。”
766. ↑  《清史稿》（卷175）：“桂良六月癸酉卒。”
767. ↑  《清代职官年表》第一册，第108页：“官文，（湖督留任）閏八、己酉，文渊改。”
768. ↑  《清史稿》（卷175）：“官文閏八月己酉為文華殿大學士。”
769. ↑  《清史稿》（卷175）：“倭仁閏八月丙申為大學士，管戶部。己酉，為文淵閣大學士。”
770. ↑  《清史稿》（卷175）：“周祖培閏八月丙申管刑部。”
771. ↑  《清史稿》（卷175）：“麟魁正月，授，卒。”
772. ↑  《清史稿》（卷175）：“倭仁七月以工部尚書協辦。”
773. ↑  《清史稿》（卷175）：“瑞常十月以吏部尚書協辦大學士。”
774. ↑  《清史稿》（卷175）：“曾國藩正月以兩江總督協辦。”
775. ↑  《清史稿》（卷175）：“官文七月封一等伯。”
776. ↑  《清史稿》（卷175）：“曾國藩六月封一等侯。”
777. ↑  《清史稿》（卷175）：“周祖培四月己丑卒。”
778. ↑  《清史稿》（卷175）：“曾國藩五月任大學士。六月，為體仁閣大學士。”
779. ↑  《清史稿》（卷175）：“曾國藩五月遷。”
780. ↑  《清史稿》（卷175）：“駱秉章五月以四川總督協辦。十二月，卒。”
781. ↑  《清史稿》（卷175）：“賈楨五月癸酉以太子太保致仕。”
782. ↑  《清代职官年表》第一册，第111页：“曾國藩，四、壬寅、廿四、5.16；體仁改。七、己未，改直督。”
783. ↑  《清史稿》（卷175）：“曾國藩四月壬寅為武英殿大學士。”
784. ↑  《清史稿》（卷175）：“朱鳳標三月乙亥任大學士，管吏部。四月壬寅，為體仁閣大學士。”
785. ↑  《清史稿》（卷175）：“朱鳳標正月以尚書協辦。三月，遷。”
786. ↑  《清史稿》（卷175）：“李鴻章七月以湖廣總督協辦。”
787. ↑  《清史稿》（卷175）：“官文正月壬寅卒。”
788. ↑  《清代职官年表》第一册，第112页：“倭仁，三、戊申、十八、5.7；文渊改。四、辛巳、廿二、6.9；死（文端）。”
789. ↑  《清代职官年表》第一册，第112页：“瑞常，（兼翰掌）六、戊子、廿九、8.15；文渊改。”
790. ↑  《清史稿》（卷175）：“瑞常二月戊子任大學士。三月癸巳，管刑部。戊申，為文淵閣大學士。七月壬辰，為文華殿大學士。”
791. ↑  《清史稿》（卷175）：“瑞麟六月丙子任大學士，仍留兩廣總督。七月壬辰，為文淵閣大學士。”
792. ↑  《清史稿》（卷175）：“瑞常二月遷。”
793. ↑  《清史稿》（卷175）：“文祥二月授。”
794. ↑  《清史稿》（卷175）：“瑞常三月辛丑卒。”
795. ↑  《清代职官年表》第一册，第113页：“瑞麟，（广督留任）六、甲子、十一、7.16；文渊改。四、辛巳、廿二、6.9；死（文端）。”
796. ↑  《清史稿》（卷175）：“曾國藩二月丙寅卒。”
797. ↑  《清史稿》（卷175）：“李鴻章五月庚子任大學士，仍留直隸總督。六月甲子，為武英殿大學士。”
798. ↑  《清史稿》（卷175）：“瑞麟六月甲子為文華殿大學士。”
799. ↑  《清史稿》（卷175）：“單懋謙八月庚申任大學士，管兵部。九月辛巳，為文淵閣大學士。”
800. ↑  《清史稿》（卷175）：“朱鳳標六月甲子致仕。”
801. ↑  《清史稿》（卷175）：“文祥六月甲子任大學士，管工部。七月己酉，為體仁閣大學士。”
802. ↑  《清史稿》（卷175）：“文祥六月遷。”
803. ↑  《清史稿》（卷175）：“全慶六月授。”
804. ↑  《清史稿》（卷175）：“李鴻章五月遷。”
805. ↑  《清史稿》（卷175）：“單懋謙六月授。八月，遷。”
806. ↑  《清史稿》（卷175）：“全慶十二月降。”
807. ↑  《清史稿》（卷175）：“左宗棠十月以陝甘總督協辦大學士。”
808. ↑  《清史稿》（卷175）：“瑞麟九月丁未卒。”
809. ↑  《清代职官年表》第一册，第114页：“李鴻章，（直督留任）十二、辛未、二、1.9；武英改。”
810. ↑  《清史稿》（卷175）：“李鴻章十二月己未改文華殿大學士。”
811. ↑  《清代职官年表》第一册，第114页：“文祥，十二、辛未；體仁改。”
812. ↑  《清史稿》（卷175）：“單懋謙四月丙子休。”
813. ↑  《清史稿》（卷175）：“左宗棠七月壬子任大學士。八月己卯，為東閣大學士。”
814. ↑  《清史稿》（卷175）：“文祥十二月己未改武英殿大學士。”
815. ↑  《清史稿》（卷175）：“寶鋆十一月己酉任大學士，管吏部。十二月己未，為體仁閣大學士。”
816. ↑  《清史稿》（卷175）：“寶鋆三月授。”
817. ↑  《清史稿》（卷175）：“左宗棠七月遷。”
818. ↑  《清史稿》（卷175）：“英桂正月辛丑以吏部尚書協辦大學士。”
819. ↑  《清史稿》（卷175）：“沈桂芬正月辛丑以兵部尚書協辦大學士。”
820. ↑  《清史稿》（卷175）：“文祥五月卒。”
821. ↑  《清代职官年表》第一册，第115页：“寶鋆，（兼翰掌）二、己巳、十九、4.2；體仁改。”
822. ↑  《清史稿》（卷175）：“寶鋆二月乙巳任武英殿大學士。”
823. ↑  《清史稿》（卷175）：“英桂二月乙巳任體仁閣大學士。”
824. ↑  《清史稿》（卷175）：“英桂正月遷。”
825. ↑  《清史稿》（卷175）：“載齡正月癸亥以尚書協辦大學士。”
826. ↑  《清史稿》（卷175）：“英桂三月休。”
827. ↑  《清史稿》（卷175）：“載齡五月庚戌任大學士，管工部。六月甲申，任體仁閣大學士。”
828. ↑  《清史稿》（卷175）：“全慶五月丙戌以刑部尚書協辦。”
829. ↑  《清史稿》（卷175）：“載齡九月甲申致仕。”
830. ↑  《清史稿》（卷175）：“全慶十一月己巳任大學士，管工部。丙戌，為體仁閣大學士。”
831. ↑  《清史稿》（卷175）：“全慶十一月遷。”
832. ↑  《清史稿》（卷175）：“靈桂十一月己巳以吏部尚書協辦。”
833. ↑  《清史稿》（卷175）：“全慶八月丁亥致仕。”
834. ↑  《清史稿》（卷175）：“靈桂十月任大學士。十一月甲午，為體仁閣大學士。”
835. ↑  《清史稿》（卷175）：“靈桂十月遷。”
836. ↑  《清史稿》（卷175）：“文煜十月授。”
837. ↑  《清史稿》（卷175）：“沈桂芬正月卒。”
838. ↑  《清史稿》（卷175）：“李鴻藻六月授。”
839. ↑  《清史稿》（卷175）：“寶鋆三月戊子免。”
840. ↑  《清史稿》（卷175）：“文煜五月丁亥任大學士，管工部。閏五月甲辰，為武英殿大學士。八月，病免。”
841. ↑  《清代职官年表》第一册，第119页：“靈桂，（兼翰掌）十、甲申、十三、11.30；體仁改。”
842. ↑  《清史稿》（卷175）：“靈桂五月管吏部。十月癸巳，改武英殿大學士。”
843. ↑  《清史稿》（卷175）：“額勒和布九月甲子任大學士，管戶部。十月癸巳，為體仁閣大學士。”
844. ↑  《清史稿》（卷175）：“額勒和布正月授。”
845. ↑  《清史稿》（卷175）：“恩承九月授。”
846. ↑  《清史稿》（卷175）：“李鴻藻三月降。”
847. ↑  《清史稿》（卷175）：“閻敬銘五月以戶部尚書協辦。”
848. ↑  《清史稿》（卷175）：“靈桂九月壬寅卒。”
849. ↑  《清代职官年表》第一册，第119页：“額勒和布，十二、戊寅、十四、1.18；體仁改。”
850. ↑  《清史稿》（卷175）：“左宗棠七月卒。”
851. ↑  《清史稿》（卷175）：“閻敬銘十一月戊寅任大學士，管戶部。十二月，為東閣大學士。”
852. ↑  《清史稿》（卷175）：“額勒和布十一月戊寅改管兵部。十二月，改武英殿。”
853. ↑  《清史稿》（卷175）：“恩承十一月戊寅任大學士，管理藩院。十二月，為體仁閣大學士。”
854. ↑  《清史稿》（卷175）：“恩承十一月遷。”
855. ↑  《清史稿》（卷175）：“福錕十一月授。”
856. ↑  《清史稿》（卷175）：“閻敬銘十一月遷。”
857. ↑  《清史稿》（卷175）：“張之萬十一月授。”
858. ↑  《清史稿》（卷175）：“閻敬銘七月丙寅病免。”
859. ↑  《清史稿》（卷175）：“額勒和布正月加太子太保。”
860. ↑  《清代职官年表》第一册，第121页：“恩承，二、己卯、三、3.4；體仁改。”
861. ↑  《清史稿》（卷175）：“恩承二月庚辰改東閣大學士。”
862. ↑  《清史稿》（卷175）：“張之萬正月辛酉為大學士，管戶部，加太子太保。”《清史稿》（卷177）：“张之万正月授体仁阁大学士，加太子太保。”
863. ↑  《清史稿》（卷175）：“福錕正月加太子太保。”
864. ↑  《清史稿》（卷175）：“張之萬正月遷。”
865. ↑  《清史稿》（卷175）：“徐桐正月辛酉，以吏部尚書協辦。”
866. ↑  《清史稿》（卷175）：“恩承閏六月卒。”
867. ↑  《清代职官年表》第一册，第123页：“張之萬，九、甲午、九、10.23；體仁改。”
868. ↑  《清史稿》（卷175）：“張之萬八月甲申改管吏部。九月甲午，改東閣大學士。”
869. ↑  《清史稿》（卷175）：“福錕八月甲申任大學士，管戶部。九月甲午，為體仁閣大學士。”
870. ↑  《清史稿》（卷175）：“福錕八月遷。”
871. ↑  《清史稿》（卷175）：“麟書八月甲申以吏部尚書協辦。”
872. ↑  《清史稿》（卷175）：“李鴻章正月賞三眼花翎。”
873. ↑  《清史稿》（卷175）：“李鴻章正月賞還三眼花翎，使日本議約。七月，入閣辦事。”
874. ↑  《清史稿》（卷175）：“麟書六月乙酉任大學士，管工部。丙申，為文淵閣大學士。”
875. ↑  《清史稿》（卷175）：“福錕閏五月致仕。”
876. ↑  《清史稿》（卷175）：“麟書六月遷。”
877. ↑  《清史稿》（卷175）：“崑岡六月授。”
878. ↑  《清史稿》（卷175）：“額勒和布三月戊戌致仕。”
879. ↑  《清代职官年表》第一册，第125页：“（宗室）麟書，（兼翰掌）五、戊戌、四、6.14；文淵改。”
880. ↑  《清史稿》（卷175）：“麟書四月丙戌改管戶部。五月己亥，改武英殿大學士。”
881. ↑  《清史稿》（卷175）：“崑岡四月戊子任大學士。丙戌，管工部。五月己亥，為體仁閣大學士。十一月丙申，為東閣大學士。”
882. ↑  《清史稿》（卷175）：“張之萬九月丁未致仕。”
883. ↑  《清代职官年表》第一册，第125页：“（宗室）崑岡，五、戊戌；授，管工。五、癸亥、廿九、7.9，改管藩。十一、丙申，改東閣。”
884. ↑  《清史稿》（卷175）：“徐桐十月己丑任大學士，管吏部。十一月丙申，為體仁閣大學士。”
885. ↑  《清史稿》（卷175）：“崑岡四月遷。”
886. ↑  《清史稿》（卷175）：“徐桐十月遷。”
887. ↑  《清史稿》（卷175）：“榮祿四月戊子以兵部尚書協辦。”
888. ↑  《清史稿》（卷175）：“李鴻藻十月複以禮部尚書協辦。”
889. ↑  《清史稿》（卷175）：“李鴻藻七月卒。”
890. ↑  《清史稿》（卷175）：“翁同龢八月授。”
891. ↑  《清史稿》（卷175）：“麟書閏三月丙辰卒。”
892. ↑  《清史稿》（卷175）：“榮祿四月甲辰任大學士，管戶部。五月丙辰，為文淵閣大學士。丁巳，授直隸總督。八月，召入，管兵部，節制北洋各軍。”
893. ↑  《清史稿》（卷175）：“剛毅四月甲辰以兵部尚書協辦。”
894. ↑  《清史稿》（卷175）：“翁同龢四月免。”
895. ↑  《清史稿》（卷175）：“孫家鼐五月以吏部尚書協辦。”
896. ↑  《清代职官年表》第一册，第126页：“李鴻章，十一、辛酉、十七、12.19；署广督，留任。”
897. ↑  《清史稿》（卷175）：“孫家鼐十一月病免。”
898. ↑  《清史稿》（卷175）：“王文韶十一月以戶部尚書協辦。”
899. ↑  《清代职官年表》第一册，第127页：“李鴻章，四、丁酉、廿六、5.24；授广督。六、壬午、十二、7.18；改直督，留任。”
900. ↑  《清史稿》（卷175）：“徐桐十一月癸未自盡。”
901. ↑  《清史稿》（卷175）：“王文韶十月癸丑任大學士，管戶部。十一月甲申，為體仁閣大學士。”
902. ↑  《清史稿》（卷175）：“剛毅九月卒。”
903. ↑  《清史稿》（卷175）：“崇禮十月授。”
904. ↑  《清史稿》（卷175）：“王文韶十月遷。”
905. ↑  《清史稿》（卷175）：“徐郙十月授。”
906. ↑  《清代职官年表》第一册，第127页：“李鴻章，（直督留任）九、己丑、廿七、11.7；死。（文忠）”
907. ↑  《清代职官年表》第一册，第127页：“榮祿，十二、丙辰、廿四、2.2；文淵改。”
908. ↑  《清史稿》（卷175）：“榮祿六月改管戶部。十二月丙辰，改文華殿大學士。”
909. ↑  《清代职官年表》第一册，第127页：“王文韶，十二、丙辰；體仁改。”
910. ↑  《清史稿》（卷175）：“昆岡六月改管兵部。”
911. ↑  《清史稿》（卷175）：“王文韶六月為外務部大臣。十二月丙辰，改文淵閣大學士。”
912. ↑  《清史稿》（卷175）：“孫家鼐十二月甲寅任大學士。丙辰，為體仁閣大學士，管吏部。”
913. ↑  《清史稿》（卷175）：“榮祿三月己巳卒。”
914. ↑  《清代职官年表》第一册，第128页：“王文韶，五、戊午、四、5.30；文淵改。”
915. ↑  《清史稿》（卷175）：“昆岡五月戊午改文淵閣大學士。七月辛卯，致仕。”
916. ↑  《清史稿》（卷175）：“王文韶五月戊午改武英殿大學士。九月，解外務部大臣，管戶部。”
917. ↑  《清代职官年表》第一册，第128页：“崇禮，八、丙子、廿五、10.15；東閣改。”
918. ↑  《清代职官年表》第一册，第128页：“崑岡，五、戊午；改文淵。”
919. ↑  《清史稿》（卷175）：“崇禮四月辛亥任大學士。五月戊午，為東閣大學士。八月丙子，改文淵閣大學士。”
920. ↑  《清代职官年表》第一册，第128页：“孫家鼐，……八、丙子；體仁改。”
921. ↑  《清史稿》（卷175）：“孫家鼐八月丙子改東閣大學士。”
922. ↑  《清史稿》（卷175）：“敬信八月壬寅任大學士。丙子，為體仁閣大學士。”
923. ↑  《清史稿》（卷175）：“崇禮四月遷。”
924. ↑  《清史稿》（卷175）：“敬信四月授。八月，遷。”
925. ↑  《清史稿》（卷175）：“裕德八月授。”
926. ↑  《清史稿》（卷175）：“敬信九月癸未病免。”
927. ↑  《清史稿》（卷175）：“裕德十月丁未任大學士。己酉，為體仁閣大學士。”
928. ↑  《清史稿》（卷175）：“裕德十月遷。”
929. ↑  《清史稿》（卷175）：“世續十月授。”
930. ↑  《清史稿》（卷175）：“崇禮五月己亥病免。”
931. ↑  《清代职官年表》第一册，第129页：“孫家鼐，（兼翰掌）六、丙寅、廿四、7.26；東閣改。”
932. ↑  《清史稿》（卷175）：“孫家鼐六月丙戌改文淵閣大學士。”
933. ↑  《清史稿》（卷175）：“裕德六月丙寅改東閣大學士。十一月辛未，卒。”
934. ↑  《清代职官年表》第一册，第129页：“世續，十二、甲寅、十六、1.10；體仁改。”
935. ↑  《清代职官年表》第一册，第129页：“裕德，（兼翰掌）六、丙寅；改東閣。”
936. ↑  《清史稿》（卷175）：“世續六月己未任大學士。丙寅，為體仁閣大學士。十二月甲寅，改東閣大學士。”
937. ↑  《清史稿》（卷175）：“那桐十二月辛亥任大學士。甲寅，為體仁閣大學士。”
938. ↑  《清史稿》（卷175）：“世續六月遷。”
939. ↑  《清史稿》（卷175）：“那桐六月授。十二月，遷。”
940. ↑  《清史稿》（卷175）：“榮慶十二月授。”
941. ↑  《清史稿》（卷175）：“徐郙正月休致。”
942. ↑  《清史稿》（卷175）：“瞿鴻禨正月授。”
943. ↑  《清史稿》（卷175）：“王文韶五月辛丑致仕。”
944. ↑  《清代职官年表》第一册，第130页：“孫家鼐，（兼翰掌）六、丁丑、十八、7.27；文淵改。”
945. ↑  《清史稿》（卷175）：“孫家鼐六月丁丑改武英殿大學士。”
946. ↑  《清代职官年表》第一册，第130页：“世續，六、丁丑；東閣改。”
947. ↑  《清史稿》（卷175）：“世續六月丁丑改文淵閣大學士。”
948. ↑  《清代职官年表》第一册，第130页：“那桐，六、丁丑；體仁改。”
949. ↑  《清史稿》（卷175）：“那桐六月丁丑改東閣大學士。”
950. ↑  《清史稿》（卷175）：“張之洞六月癸酉任大學士。丁丑，為體仁閣大學士。”
951. ↑  《清史稿》（卷175）：“瞿鴻禨正月開缺。”
952. ↑  《清史稿》（卷175）：“張之洞五月授。六月，遷。”
953. ↑  《清史稿》（卷175）：“鹿傳霖六月授。”
954. ↑  《清史稿》（卷288）:“宣統三年，改組內閣，別令大學士序次翰林院。”
955. ↑  《清史稿》（卷175）:“孫家鼐十月卒。”
956. ↑  《清史稿》（卷175）:“世續十一月改文華殿大學士。”
957. ↑  《清代职官年表》第一册，第131页：“那桐，十一、丁卯；東閣改。”
958. ↑  《清史稿》（卷175）:“那桐十一月改文淵閣大學士。”
959. ↑  《清代职官年表》第一册，第131页：“鹿傳霖，十一、丁卯；體仁改。”
960. ↑  《清史稿》（卷175）:“張之洞八月卒。”
961. ↑  《清史稿》（卷175）:“鹿傳霖九月任大學士，為體仁閣大學士。十一月，改東閣大學士。”
962. ↑  《清史稿》（卷175）:“陸潤庠九月任大學士。十一月，為體仁閣大學士。”
963. ↑  《清史稿》（卷175）:“鹿傳霖九月遷。”
964. ↑  《清史稿》（卷175）:“陸潤庠九月授，遷。”
965. ↑  《清史稿》（卷175）:“戴鴻慈十一月授。”
966. ↑  《清史稿》（卷175）:“鹿傳霖七月卒。”
967. ↑  《清代职官年表》第一册，第132页：“陸潤庠，八、戊戌、廿七、9.30；體仁改。”
968. ↑  《清史稿》（卷175）:“陸潤庠八月改東閣大學士。”
969. ↑  《清史稿》（卷175）:“徐世昌八月任大學士，為體仁閣大學士。”
970. ↑  《清史稿》（卷175）:“戴鴻慈正月卒。”
971. ↑  《清史稿》（卷175）:“徐世昌正月授。八月，遷。”
972. ↑  《清代职官年表》第一册，第132页：“李殿林，八、丙申；吏尚授。”
973. ↑  《清代职官年表》第一册，第132页：“世續，九、癸酉、九、10.30；休。”
974. ↑  《清代职官年表》第一册，第132页：“那桐……（授内阁协理大臣）”
975. ↑  《清代职官年表》第一册，第132页：“陸潤庠……（授弼德院院长）”
976. ↑  《清代职官年表》第一册，第132页：“徐世昌……（授内阁协理大臣）”
977. ↑  《清代职官年表》第一册，第132页：“榮慶……（授弼德院副院长）”
978. ↑  《清代职官年表》第一册，第132页：“李殿林……（授典礼院掌院学士）”
979. ↑  丁中江. . 北京: 商务印书馆. 2012: 422–426. ISBN 7-100-07586-6.